# Битва при Спотсильвейни
Битва при Спотсильвейни (Спотсильвании) или сражение при Спотсильвейни Корт Хаус (Battle of Spotsylvania/Battle of Spotsylvania Court House) — второе по важности сражение Оверлендской кампании 1864 года под руководством генерала Улисса С. Гранта во время Гражданской войны в США.
Сражение происходило с 8 по 21 мая 1864 года вдоль линии траншей длиной около 4 миль (6,5 км) между Северовирджинской армией под командованием генерала Роберта Ли, который предпринимал вторую попытку остановить весеннее наступление северян, и Потомакской армией под командованием генералов Улисса Гранта и Джорджа Мида. Грант предполагал обойти правый фланг армии Ли и отрезать его от Ричмонда, но его передовой V корпус был остановлен 8 мая у Спотсильвейни. Понимая, что столкнулся с сильной позицией, Грант предпринял 9 мая два наступления на фланги противника — силами II корпуса с запада и IX корпуса с востока, но и эта попытка не удалась. Решив, что противник усилил фланги за счёт центра, Грант приказал провести 10 мая общую атаку по всему фронту. На участке VI корпуса успеха достигла атака отряда Эмори Аптона, но развить его не удалось, и Аптон вынужден был отступить. Грант провёл перегруппировку и 12 мая атаковал выступ позиции южан («Подкову мула») силами II корпуса. Атакующие прорвали оборону Северовирджинской армии, 12 часов шли бои в траншеях, после чего южане отошли ко второй линии обороны. Не сумев добиться успеха атаками, Грант решил продолжать маневрирование. Сражение при Спотсильвейни стало 3-м сражением Гражданской войны по сумме потерь обеих армий.

## Предыстория
В начале мая 1864 года генерал Грант начал Оверлендскую кампанию и перешёл Раппаханок по переправе Германа-Форд. Ли атаковал его в лесном массиве под названием «Глушь» и 5—6 мая шла ожесточённая битва в Глуши. Ни одной армии не удалось достичь ощутимого успеха. Грант потерял 18 000 человек (12 %), а Ли — 11 000 человек (20 %). Несмотря на серьёзные потери Потомакской армии, генерал Ли не имел резервов для контрнаступления и был вынужден оставаться в обороне. В то же время Грант, несмотря на потери, решил продолжать кампанию. Это решение Гранта некоторые историки называют «последним поворотным моментом войны». Не имея возможности атаковать противника с фронта, Грант решил обойти его правый фланг и отрезать от Ричмонда. Вечером 7 мая он отдал приказ наступать по дороге Брок-Роуд к Спотсильвейни.
Генерал Ли не сразу понял намерений Гранта. Утро 7 мая началось без стрельбы и без признаков подготовки к атаке. Вскоре генерал Эрли сообщил, что федеральная армия отходит на его фронте. Этим отступлением Грант ставил под удар переправу в Германа-Форд, а это означало, что если он и отступает, то не к переправам. У Гранта оставалось два варианта: или отступить к Фредериксбергу, или идти по дороге на Спотсильвейни. Спотсильвейни имело важное стратегическое значение: совсем недалеко находилось местечко Гановер-Джанкшен, где сходились железные дороги Ричмонд — Фредериксберг и Ричмонд — Гордонсвилл. Заняв это место, Грант перерезал линии снабжения Северовирджинской армии. Ли решил отправить в Спотсильвейни корпус Лонгстрита, но сначала нужно было найти ему командира.
Джеймс Лонгстрит был ранен 6 мая. Кандидатами в преемники были Эрли, Джонсон и Андерсон. По совету Моксли Соррела, который служил при корпусе с первых дней его существования, Ли выбрал Андерсона. Сам он предпочитал Эрли, но ему надо было учитывать мнение рядовых и офицеров корпуса. В тот же день Ли назначил Андерсона временным командиром корпуса, а его дивизию передал Уильяму Махоуну. Он велел кавалерии Стюарта внимательно следить за дорогами, ведущими к Спотсильвейни. Прибывало всё больше донесений, из которых следовало, что Грант пойдёт именно в это место, и в конце дня Ли приказал Андерсону вывести корпус с позиции после захода солнца, а в 04:00 следующего дня идти к Спотсильвейни.
Гордон в мемуарах утверждал, что Ли предугадал манёвр Гранта. Того же мнения придерживался Дуглас Фриман. Современные историки всё же полагают, что Ли в тот день находился в неопределённости и именно по этой причине отправил в Спотсильвейни только один корпус. Он понимал, что наступление Гранта к Спотсильвейни весьма вероятно, но ему казалась столь же вероятной и возможность отхода Гранта к Фредериксбергу. Вмешалась случайность: генерал Андерсон не нашёл удобного места для ночного привала и решил идти по дороге к Спотсильвейни, чтобы отыскать подходящее место. Он вышел поздно вечером, на 5 часов раньше графика.

### Наступление Шеридана

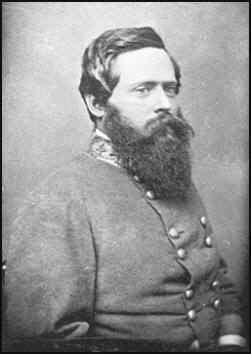
Генерал Фицхью Ли

Перед тем как начать марш на Спотсильвейни, северянам необходимо было взять под контроль дороги, ведущие туда. Особо важен был перекрёсток у Тодд-Таверн, где пересекались Брок-Роуд и Катарпин-Роуд. Если бы Ли захотел перехватить армию Гранта, то он наверняка ударил бы по Катарпин-Роуд к Тодд-Таверн. Это был самый простой способ остановить федеральную армию. Днём 7 мая перекрёсток занимала кавалерийская дивизия Фицхью Ли численностью около 3500 человек. Это были свежие части, не задействованные в боях в Глуши. Дивизия Уэйда Хэмптона стояла западнее, у Корбин-Бридж, где Катарпин-Роуд пересекала реку По.
Зачистка дороги и захват перекрёстка были поручены Филу Шеридану, который смог выделить для этой операции только дивизию Уэсли Меррита. В 07:30 бригады Джорджа Кастера и Томаса Дэвина двинулись на юг по Брок-Роуд и вскоре натолкнулись на пикеты Фицхью Ли. Южане сражались спешившись, ведя огонь из-за баррикад и завалов. Около 10:00 генерал Мид убедился, что противник не готовит наступления, что обозам ничего не угрожает, и отправил на усиление Меррита дополнительные части. Бригада Гиббса присоединилась к бою у Тодд-Таверн, а дивизии Дэвида Грегга было приказано наступать по двум дорогам: бригада Ирвина Грегга отправилась по Катарпин-Роуд во фланг южанам, а бригада Генри Дэвиса по параллельной дороге им в тыл. В это время Фицхью Ли решил отступить южнее, в более лесистую местность, и отвёл свою кавалерию на милю назад, к дому Харта, где начал строить баррикады. Около 16:00 дивизии Меррита и Грегга встретились у Тодд-Таверн, но противник уже ушёл.
Теперь южане стояли к югу от кавалерии Шеридана (дивизия Фицхью Ли) и к западу (дивизия Хэмптона). Шеридан приказал Греггу атаковать Хэмптона, а Мерриту — атаковать Фицхью Ли. Меррит обнаружил у дома Харта бригаду Уильяма Уикхема, занявшую первую линию обороны, в километре за которой шла вторая линия, которую занимала бригада Лансфорда Ломакса. Гиббс бросил свою бригаду в атаку, но попал под плотный огонь и запросил подкреплений. В 16:00 подошла бригада Дэвина и сумела отбросить южан ко второй линии баррикад. Здесь бой затянулся до темноты. Шеридан решил не вести бой ночью и приказал Гиббсу и Дэвину отступить. Это было серьёзной ошибкой: Шеридан уступил противнику около мили важной дороги и дал ему время на усиление укреплений.

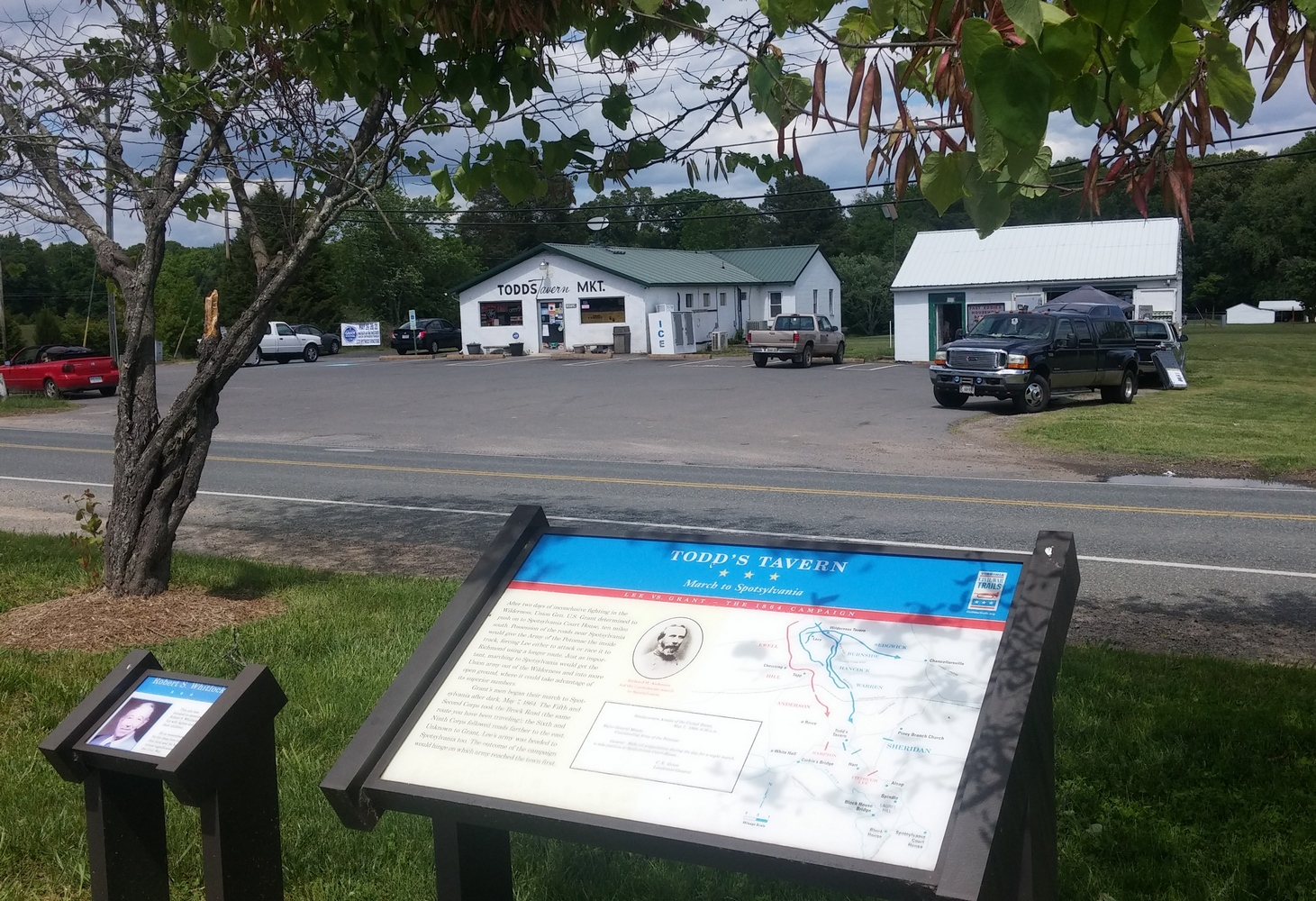
Тодд-Таверн в наше время (2017)

Шеридан передал в штаб, что отбросил кавалерию Стюарта к Спотсильвейни, захватив пленных почти из каждой кавбригады. На самом же деле Шеридан провалил задание: планы Мида предполагали начать марш в 20:30 и выйти к Спотсильвейни к утру. Вероятно, Шеридан ничего не знал об этих планах. Мид не любил Шеридана и, вероятно, не считал нужным его информировать о своих замыслах.
Вечером корпуса Уоррена и Седжвика начали марш на юг. В час ночи Грант и Мид прибыли к Тодд-Таверн, где Грегг разместил свой штаб. Мид пришёл в бешенство, обнаружив, что кавалерия Шеридана спит у Тодд-Таверн. Так как Шеридана не было на месте, Мид напрямую приказал Греггу удерживать фланг армии у Корбин-Бридж, а Мерриту быстро наступать к Спотсильвейни. В это самое время Шеридан как раз составлял приказы для своих командиров. Но когда они придут, их проигнорируют ввиду новых приказов Мида. После войны Шеридан утверждал, что Мид отменил уже отданный приказ и тем самым сорвал планы Шеридана по захвату Спотсильвейни.

## Силы сторон

### Потомакская армия
К началу Оверлендской кампании федеральная Потомакская армия состояла из 118 000 человек при 360 орудиях. После кровопролитной битвы в Глуши генералы Грант и Мид смогли выставить для битвы при Спотсильвейни около 78 850 пехоты, 11 625 кавалерии, 9 900 артиллеристов и 314 орудий. Армия была разделена на пять корпусов:
- II Корпус (командир — генерал-майор Уинфилд Скотт Хэнкок), в корпус входил 81 пехотный полк и 10 батарей лёгкой артиллерии;
- V Корпус (командир — генерал-майор Говернор Уоррен), в корпус входило 67 пехотных полков и 9 батарей лёгкой артиллерии;
- VI Корпус (командир — генерал-майор Джон Сэджвик), в корпус входило 50 пехотных полков и 8 батарей лёгкой артиллерии;
- IX Корпус (командир — генерал-майор Эмброуз Бернсайд), в корпус входило 42 пехотных полка, 4 кавалерийских полка и 14 батарей лёгкой артиллерии; (корпус формально входил в состав Джеймсской армии и подчинялся непосредственно генералу Гранту);
- Кавалерийский корпус (командир — генерал-майор Филипп Генри Шеридан), в корпус входило 32 кавалерийских полка;

### Северовирджинская армия
Генерал Ли выступил против наступающей Потомакской армии в мае 1864, имея почти 64 000 солдат и 224 орудия. В ходе битвы в Глуши, Северовирджинская армия потеряла 11 000 человек и теперь насчитывала 54 000. 6 мая подошло подкрепление — бригада Роберта Джонсона, численностью 1350 человек. В итоге численность армии Ли определяется от «более 50 000» до 63 000 человек.
Одновременно Ли столкнулся с проблемой нехватки кадров. Юэлл выглядел переутомлённым, Хилл был болен (и 8 мая не сможет командовать корпусом), Лонгстрит — ранен 6 мая. Убиты бригадные командиры Мика Дженкинс и Лерой Стаффорд, тяжело ранены Пеграм и Беннинг. Из надёжных генералов высокого ранга в строю остался только Джеб Стюарт. Ли передал корпус Лонгстрита генералу Ричарду Андерсону, корпус Хилла — генералу Джубалу Эрли, а дивизия Эрли досталась Джону Гордону.

## Сражение

### 8 мая
Наступать в авангарде армии Грант поручил Говернору Уоррену. Это было исключительно ответственное задание. «В то время я думал, что Уоррен — тот человек, который может занять место Мида, —  писал потом Грант, —  если тот почему-то не сможет командовать армией. Как уже говорилось, Уоррен был храбрый военный, способный человек, и он без сомнений осознавал всю важность возложенного на него задания».

#### Сражение у Лоурел-Хилл

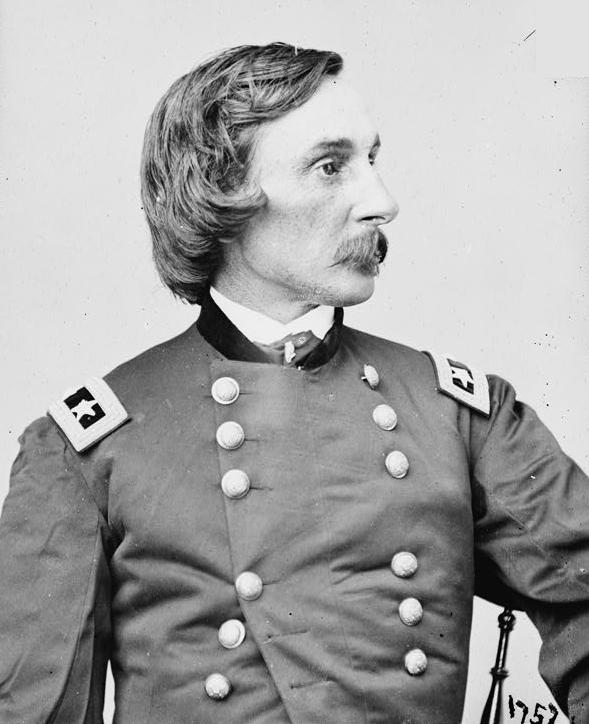
Генерал Уоррен

Утром 8 мая корпус Уоррена наступал на юг по Брок-Роуд и в 03:30 вышел к боевой линии кавалеристов Уэсли Мерритта. Уоррен понимал, что должен как можно быстрее выйти к Спотсильвейни, но кавалерия перекрывала ему дорогу, поэтому он приказал людям остановиться на отдых прямо на дороге. Корпус простоял около двух часов, но Мерритт не смог продвинуться дальше. В 06:00 подошёл арьергард корпуса — артиллерия Уэйнрайта. Мерритт всё ещё не сумел проломить оборону кавалерии Фицхью Ли, которая за ночь успела укрепить свои позиции. Понимая, что ему одному не справиться, он запросил помощи у Уоррена. Уоррен послал в бой дивизию Робинсона, за которой следовала дивизия Гриффина. Батареям Мартина и Брека было велено поддержать пехоту огнём.
Генерал Робинсон послал в первой линии бригаду Питера Лилля, во второй — мерилендскую бригаду Эндрю Дэнисона. В третьей линии шла бригада Ричарда Культера. Это были ветеранские, испытанные в боях полки, способные легко смять оборону кавалерии. Но южане не стали принимать бой, они дали один залп и отошли. В 08:00 Уоррен сообщил Миду, что наступает практически без сопротивления со сторон противника. Примерно в это время федералы вышли на поле ферм Элсопа и едва не захватили батарею Джонстона, которая только чудом успела отойти. В этом месте дорога раздваивалась, и Робинсон пошёл по левой дороге, а Гриффин — по правой. Северяне уже подумали, что армия Ли отступает к Ричмонду, и они имеют дело с его кавалерийскими арьергардами. Но кавалерия отступила до того места, где две дороги снова соединялись, образуя Развилку, и заняла позицию на высоте, известной как Лоурел-Хилл. И как только Фицхью Ли занял эту высоту, как выяснилось, что в тыл ему вышла целая федеральная кавалерийская дивизия.
Федеральная кавалерийская дивизия Джеймса Уилсона стояла ночью у Чанселорсвилла, а утром получила приказ Шеридана наступать на Спотсильвейни и к реке По. Уилсон понял так, что корпус Бернсайда будет следовать за ним. Он сразу же выступил с бригадой Макинтоша в авангарде и уже в 08:00 вступил в Спотсильвейни. Фицхью Ли понял, что попал в клещи, но он был связан боем на Лоурел-Хилл, поэтому смог отправить только 3-й Вирджинский кавполк, чтобы тот хоть как-то задержал Уилсона. Между тем Уилсон осознал всю ценность захваченной позиции и отправил бригаду Макинтоша на север, для нападения на Лоурел-Хилл с тыла. Бригада Чапмана осталась в Спотсильвейни.
В то утро корпус Ричарда Андерсона вышел двумя колоннами к Шейди-Гроув-Чёрч и двинулся к Спотсильвейни по Шейди-Гроув-Чёрч-Роуд в поисках места для лагеря. В авангарде шла дивизия Джозефа Кершоу (бывшая дивизия Мак-Лоуза). Когда дивизия в 07:30 вышла к реке По у Брок-Хаус-Бридж, Андерсон обнаружил, что именно это место очень удобно для привала. Но в этот момент пришло сообщение, что кавалерия держит оборону против превосходящих сил противника и ей требуется немедленная помощь. Тут же пришло второе сообщение — о том, что федералы заняли Спотсильвейни. Андерсон незамедлительно принял решение: Он отправил Джозефа Кершоу к Лоурел-Хилл с бригадами Хэнагана и Хемфриза, а остальные две бригады этой дивизии — Гуди Брайана и Уильяма Уоффорда — отправил в Спотсильвейни. Джеб Стюарт, командующий частями на Лоурел-Хилл, сразу отправил бригаду Хэнагана занять позицию поперёк дороги: 3-й Южнокаролинский пехотный полк справа от дороги, 2-й Южнокаролинский слева, а остальные полки левее. Миссисипская бригада Хэмфриса удлинила фронт вправо. «Тише, тише, парни, — предупреждал Стюарт, — не шумите. Не произносите ни слова!». Он хорошо понимал, какой эффект произведёт на противника неожиданное появление пехоты. Когда пехотинцы Кершоу занимали позицию, дивизия Робинсона как раз выходила на поле ферм Спиндла. «Маршируя день и ночь, чтобы обогнать Северовирджинскую армию, федералы опоздали всего на несколько минут».

#### Атака Уоррена
Уоррен приказал немедленно атаковать. Робинсон предупредил его, что бригада Лилля идёт с отрывом от остальных бригад, и не стоит ли подождать, но Уоррен приказал атаковать как можно быстрее, чтоб противник не успел подвести артиллерию. Он был уверен, что кавалерия южан держится на последнем издыхании. И Робинсон приказал Лиллю атаковать, двигаясь вдоль Брок-Роуд. Правее Лилля развернулась бригада Бартлетта: 83-й Пенсильванский и 44-й Нью-Йоркский полки в первой линии. «Поторапливайтесь, а то не успеете сделать по ним и выстрела!», крикнул Бартлетт. Две бригады начали наступать через поле Спиндла, пока не обнаружили впереди баррикады из брёвен. По команде Стюарта дал залп 3-й Южнокаролинский и затем 2-й Южнокаролинский. Большая часть бригад Лилля рассыпалась и отступила под прикрытие леса. За бригадой Лилля шла мерилендская бригада Дэнисона, которую сопровождал сам генерал Робинсон. Бригада попала под плотный огонь, при этом были ранены Робинсон и Дэнисон. Из бригад Бартлетта только несколько человек 83-го Пенсильванского успели прорваться к укреплениям и залезть на баррикады. «В первый и последний раз за ту войну я видел, как две линии сошлись в штыки», вспоминал потом Хемфрис.
Когда Бартлетт отступил, генерал Гриффин бросил в бой две свои последние бригады — Эйрса и Швейцера. Эти бригады сразу же стали нести потери и терять строй. 17-й пехотный полк пошёл в атаку, имея в строю 500 человек, а из боя вышли невредимыми только 75. Чтобы не дать атаке выдохнуться, Уоррен бросил в бой бригаду Коултера на своём правом фланге, но и она попала под мощный залп и стала отходить. Атака Уоррена была отбита. Он потерял около 1 500 человек. «Поле перед нашим фронтом стало синим от тел убитых и раненых федералов», вспоминал потом один южанин. Дивизия Робинсона понесла такие потери, что впоследствии была расформирована и её бригады распределили по другим дивизиям. Вина за неудачу лежала в основном на Уоррене, который не смог реализовать своё главное преимущество — численное превосходство. Рядовые винили командование, которое бросило их в бой без разведки, а офицеры штаба винили в неудаче рядовых, которые отступили под относительно несильным огнём.
В 10:15 Уоррен сообщил Миду, что его атака отбита. Но он ещё надеялся восстановить свою репутацию, пострадавшую во время сражения в Глуши. На поле боя прибыли дивизии Катлера и Кроуфорда, и Уоррен раcсчитывал при их помощи всё исправить. Но в 08:00 Андерсон получил подкрепления — прибыла дивизия Чарльза Филда. Алабамская бригада Перри (бывшая бригада Лоу) была брошена на усиление Лоурел-Хилл, а остальные бригады отправлены отражать кавалерию Уильсона. Подошли артиллерийские батальоны Хьюджера и Кейбелла. «Если Уоррен собирался возобновить свои непродуманные атаки, то Стюарт был к этому готов».
Для второй атаки Уоррен поставил в центре дивизию Гриффина, справа — дивизию Каттлера, а слева — дивизию Кроуфорда. Катлер начал наступать, но алабамская бригада открыла по нему огонь с фронта и фланга, и вынудила отойти. Одновременно начал наступление Кроуфорд, но он сразу выбыл из строя из-за ранения, а его преемник сразу же был убит. Ряды дивизии смешались и попали под плотный огонь артиллерии Александера. Весь корпус Уоррена отступил и стал возводить укрепления. Южане также совершенствовали укрепления на своём фронте, хорошо понимая, что только эти инженерные работы смогут компенсировать их недостаточную численность. Уоррен полностью упустил инициативу. Штаб армии ещё этого не осознал, и настаивал на повторении атаки. Уоррен ответил, что имеющимися у него силами наступать невозможно, но он постарается хотя бы не отступать, иначе враг поймёт, насколько он слаб. «Уоррен очень плохо руководил атакой, — писал по поводу этих событий Гордон Реа, — бригады шли в бой разрозненно, подкрепления вовремя не прибывали, артиллерия действовала неадекватно. Не было никакого маневрирования. Подразделения просто маршировали через поле в пасть конфедеративных орудий».

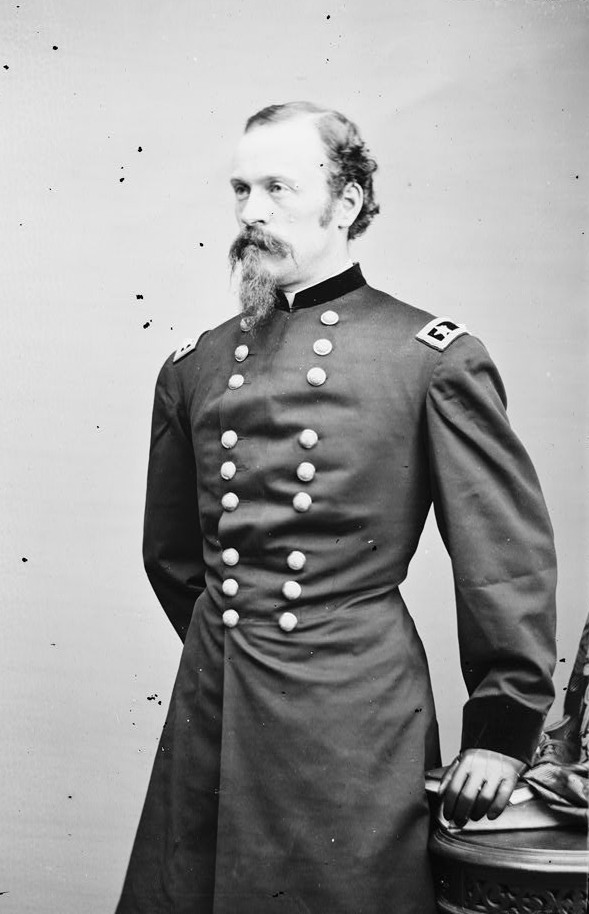
Генерал Джеймс Уилсон

Между тем, пока Уоррен штурмовал Лоурел-Хилл, кавалерийская дивизия Уилсона стояла около Спотсильвейни. Бригада Макинтоша обошла Спотсильвейни и заслоны южан и вышла прямо в тыл позиций Андерсона на Лоурел-Хилл. Андерсон отправил две бригады из дивизии Кершоу, чтобы ударить по Уилсону с тыла и по возможности захватить всю федеральную кавалерию. Чуть позже подошла дивизия Филда, и Андерсон отправил три бригады в наступление на Спотсильвейни. Уилсон уже почти прорвался к Лоурел-Хилл, и Портер Александер развернул орудия навстречу его кавалерии (и при этом едва не был убит случайным снарядом), когда курьер сообщил Уилсону про бригады Кершоу в его тылу. «Стало очевидно, — писал потом Уилсон, — что без поддержки Бернсайда или любой другой пехоты, мне придётся оставить выгодную позицию, так легко захваченную». Он отозвал Макинтоша. Курьер от Шеридана сообщил, что Бернсайд далеко, и подкреплений не будет. Уилсон сразу же приказал отступать. Как только его кавалерия покинула Спотсильвейни, туда вошла пехота Кершоу.
Впоследствии Уилсон утверждал, что его дивизия стала единственной федеральной частью, достигшей Спотсильвейни. Он говорил, что если бы корпус Бернсайда подошёл своевременно, то Ли вынужден был отступить от Спотсильвейни, и тем самым были бы спасены тысячи человеческих жизней. Однако, в реальности корпус Бернсайда был далеко и не мог помочь Уилсону ни при каких обстоятельствах. У Бернсайда не было приказа идти на Спотсильвейни, и никто кроме Шеридана не знал о рейде Уилсона. Вероятно, Шеридан неверно понял намерения командования относительно корпуса Бернсайда и решил, что он движется туда же, куда и Уилсон. Мид недолюбливал Шеридана и не посвящал его в свои планы, а Грант не стал координировать этих двух генералов.

#### Рейд Шеридана
В то утро Мид был раздражён неудачей и находился в плохом настроении. Он испытывал личную неприязнь к Шеридану, поэтому обвинил кавалерию в неудачах этого утра. Шеридан явился к нему в штаб и, в свою очередь, обвинил в неудаче пехоту V корпуса. Последовала словесная перепалка, в ходе которой Шеридан обвинил Мида в том, что тот вмешивается в его планы, а если дать ему, Шеридану, свободу рук, то он сможет разбить кавалерию Стюарта. Мид увидел в этих словах пустое хвастовство и передал эти слова Гранту, но Грант сказал, что раз Шеридан так говорит, значит, так и есть — и предложил незамедлительно поручить ему уничтожение Стюарта. В 13:00 генерал Хемфрис составил приказ Шеридану: сконцентрировать кавалерию и обозы и напасть на противника. «Потомакская армия дорого заплатила за инициативу Шеридана, — писал Гордон Реа, — она лишилась всей кавалерии в тот момент, когда та была остро необходима для разведки».
Получив приказ, Шеридан сразу же собрал в дому Элрича своих дивизионных командиров: Уилсона, Меррита и Грегга, и объяснил им всю важность рейда. Он решил сгруппировать кавалерию в одну плотную колонну и направить её к Ричмонду, вынуждая Стюарта идти на перехват и принимать бой. Вечер 8 мая прошёл в приготовлениях. Кавалеристам выдали по 50 патронов на ружьё и по 18 на пистолет, раздали трёхдневные рационы кофе, сахара и сухарей и однодневный рацион солонины. Всё остальное продовольствие предполагалось добывать на месте. Общий сбор и смотр был назначен на утро 9 мая.

#### Сражение у Тодд-Таверн
Утром II корпус Хэнкока стоял у Тодд-Таверн, прикрывая фланг армии на тот случай, если Ли надумает атаковать с запада по Катарпин-Роуд. Дивизия Бэрлоу стояла поперёк дороги, дивизия Гиббона левее, а дивизия Мотта правее. Дивизия Бирни стояла у Тодд-Таверн в качестве резерва. Днём Уоррен попросил Хэнкока прислать ему на помощь дивизию, и Хэнкок отправил дивизию Гиббона, но Мид, узнав про это, велел Гиббону остаться, объяснив, что Уоррену поможет корпус Седжвика. Между тем именно в то утро генерал-лейтенант Эмброуз Хилл выбыл из строя из-за болезни и Ли передал его корпус генералу Эрли. В 10:00 Эрли отвёл корпус с траншей и отправил его в сторону Спотсильвейни. Ли приказал ему идти через Тодд-Таверн и далее по Брок-Роуд к Спотсильвейни. Дивизия Махоуна, наступая на юг к Катарпин-Роуд вскоре после 15:00 обнаружила на пути федеральную бригаду Майлза. Кавалерия Хэмптона вела за ней наблюдения и Хэмптон предложил атаковать совместными усилиями.
Бригада Вейсигера (из дивизии Махоуна) атаковала Майлза с севера в районе дома Бредшоу, в то время как кавалерия Хэмптона — с запада. Полки Майлза сразу стали отходить. Хэнкок бросил на помощь Ирландскую бригаду Томаса Смита, но позиция была безнадёжна и обе бригады отошли к линии дивизии Бэрлоу. Эрли собирался было атаковать позицию Хэнкока силами дивизии Хета, но в последний момент решил не рисковать. Он понял, что не сможет пройти через Тодд-Таверн, поэтому отправил свой корпус по другой дороге и встал лагерем у Шейди-Гроув-Чёрч. Командование федеральной армии решило, что Ли готовит удар по правому флангу армии. Мид перебросил на помощь Хэнкоку дополнительную артиллерию и вернул ему дивизию Гиббона. Северяне полагали, что именно здесь начнётся основное сражение, но, по словам адъютанта корпуса Фрэнсиса Уокера, «наступила ночь, и великая битва при Тодд-Таверн так и не произошла». Самый боеспособный корпус Потомакской армии оказался выведен из боя на целый день.
Впоследствии Мида осуждали за то, что он оставил целый корпус у Тодд-Таверн, где одна бригада Майлза справилась бы с прикрытием фланга. Если бы корпус был отправлен на усиление Уоррена и присоединился бы к атаке на Лоурел-Хилл, то две дивизии южан не смогли бы удержаться. По мнению критиков, чрезмерная осторожность Мида снова помешала ему воспользоваться случаем и разбить противника у Спотсильвейни. Гордон Реа писал, что в данном случае Мид действительно больше думал о безопасности фланга, чем о скорости наступления, но если исходить из доступной ему информации, атака Ли по Катарпин-Роуд к Тодд-Таверн была действительно вероятна и стратегия Мида имела смысл.

#### Вечерняя атака Уоррена и Седжвика

Атака Уоррена и Седжвика в 18:00

В 13:30 генерал Мид приказал Уоррену готовиться к новой атаке, на этот раз при поддержке корпуса Седжвика. Мид требовал действовать как можно быстрее, но на подготовку этой совместной атаки ушло 5 часов. Седжвик задерживался: его корпус только на рассвете прошёл Чанселорсвилл, а в 09:00 приостановился на получасовой завтрак. В полдень они вышли к Пайни-Брэнч-Чёрч, измотанные дневным маршем, но в 13:30 Мид приказал Седжвику срочно идти на соединение с Уорреном и около 14:30 части VI корпуса стали строиться в линию левее корпуса Уоррена (напротив позиций генерала Кершоу). Но кто-то должен был возглавить предстоящую атаку. Уоррен знал местность, но Седжвик был старше по званию. Ввиду неудач Уоррена Мид был склонен предпочесть Седжвика, но не решался унизить Уоррена, своего бывшего штабного офицера, так много сделавшего для него под Геттисбергом. Он предложил Уоррену «сотрудничать» с Седжвиком, но тот ответил, что может или подчиняться или командовать, но не сотрудничать.
Около 18:30 боевая линия Мида была, наконец, построена, но к этому времени две дивизии Андерсона получили подкрепления: в 18:00 с запада подошёл корпус Юэлла. Не зная об этом, Мид рассчитывал прорваться к Спотсильвейни до темноты. Он решил атаковать дивизией Рикеттса с фронта, а дивизия Кроуфорда при поддержке корпуса Седжвика должна была обойти правый фланг противника, дивизию Кершоу. В 18:20 Мид отдал приказ о пробной атаке силами 3-го Нью-Джерсийского и 15-го Нью-Джерсийских полков (из бригады Генри Брауна). Эта атака была легко отбита, после чего в бой был брошен 10-й Нью-Джерсийский полк, но и он сразу стал отступать. За несколько минут федералы потеряли 150 человек без всякого результата. Атака дивизии Рикеттса была отменена Седжвиком, который обнаружил, что атакующие окажутся под огнём батареи с фланга. В итоге в бой пошла только дивизия Кроуфорда при поддержке бригады Эстиса.
Дивизия Кроуфорда пошла в бой с бригадой Уильяма Тайли в авангарде, но в этот момент на фланге южан появилась дивизия Роудса. Алабамская бригада Каллена Баттла атаковала северян во фронт и сразу потеснила бригаду Тейли. Сам Тейли попал в плен. Отступающие расстроили ряды второй линии — бригады Сайласа Бэйли. Федеральная бригада Эстиса между тем вступила в бой с северокаролинской бригадой Стивена Рамсера. Она тоже стала отступать, расстроив ряды бригады Эмори Аптона. Но южане не смогли развить свой успех. Их бригады также были расстроены боем и Роудс приказал отойти.

#### Итоги дня
8 мая Потомакская армия терпела неудачу за неудачей. Уоррен потом писал, что причина того — медлительность Седжвика и отсутствие Мида на ответственных участках поля боя. Гранта подвёл командный состав: его план был слишком сложен, а Мид не убедился в том, что задание понято правильно и все командиры работают согласованно. И Грант и Мид не смогли грамотно управлять боем: Мид не проследил за утренним наступлением Шеридана и отсутствовал в самые ответственные моменты сражения. Грант вообще не принял никаких решений, кроме утверждения необдуманного запроса Шеридана на рейд. В то же время это был удачный день для Северовирджинской армии: Ли одержал тактическую победу ценой небольших потерь: бригады Хэнагана и Хэмфриса потеряли менее 300 человек. Андерсон смог остановить армию Мида силами всего двух дивизий, а Стюарт мастерски тормозил наступление противника. Несмотря на потери в командном составе, Северовирджинская армия в точности выполняла все требования главнокомандующего.

### 9 мая

«Подкова мула»

Обе армии провели бессонную ночь. Южане были утомлены боем, но до самого утра рыли траншеи при помощи штыков и кружек. Они валили деревья, изгороди, создавали баррикады и укрепляли их земляной насыпью. Поверх насыпи они клали бревна с амбразурами для ведения огня. Тщательно сооружались позиции для артиллерии с укрытиями для артиллеристов. Через каждые 15 — 20 метров от бруствера назад уходили траверсы для защиты от огня с фланга. Уже в самом конце были зачищены сектора огня и построены засеки перед траншеями. В итоге образовалась сильная линия укреплений, которая шла частью через лес, частью полями, но везде имела удобные позиции для артиллерии, в то время как для федеральной артиллерии не находилось подходящих участков.
Утром на позициях стояло два корпуса Северовирджинской армии. I корпус Ричарда Андерсона занимал левый фланг: дивизия Филда растянулась на милю от реки По до Брок-Роуд, а дивизия Кершоу занимала полмили от дороги на восток. Портер Александер разместил на высоте Лоурел-Хилл 54 орудия, сконцентрировав их в основном около Брок-Роуд. Правее Андерсона возвёл укрепления II корпус Ричарда Юэлла. Строительством занималась в основном дивизия Джонсона под руководством капитана Уильяма Олда. Работы шли в темноте, без света и без помощи местных жителей. Продлевая линию на север от позиций Кершоу, строители столкнулись с пикетами федералов у дома Ландрума и завернули линию на восток, а потом и на юг. В итоге образовался изгиб в форме подковы, который получил название «Подкова мула» (Mule Shoe). Историк Эрл Гесс писал, что инициатором постройки этой линии был Олд, но инженеры корпуса не возражали.
«Подкова» сразу же вызвала противоречивые оценки. «Нашим людям она совсем не понравилась, — вспоминал солдат-луизианец, — уж очень она была уязвима для огня с флангов и могла стать капканом в случае прорыва справа или слева». Артиллерист Картер назвал её «несчастливой постройкой». Он писал потом, что это укрепление появилось только потому, что южане считали себя непобедимыми в любом укреплении. Вместе с тем генерал Уокер назвал укрепления лучшими полевыми укреплениями, что он видел в жизни, и считал, что строительство «Подковы» в тех условиях было совершенно оправданным шагом. Мартин Смит, главный инженер Северовирджинской армии, изучил позицию утром и признал, что отдавать этот возвышенный участок противнику в любом случае нельзя. Он решил, что «Подкову» можно удержать, если усилить её артиллерией. Генерал Ли также изучил позицию, но не был так оптимистичен. Он высказал Юэллу свои сомнения, но тот уверил Ли, что сможет удержать «Подкову».

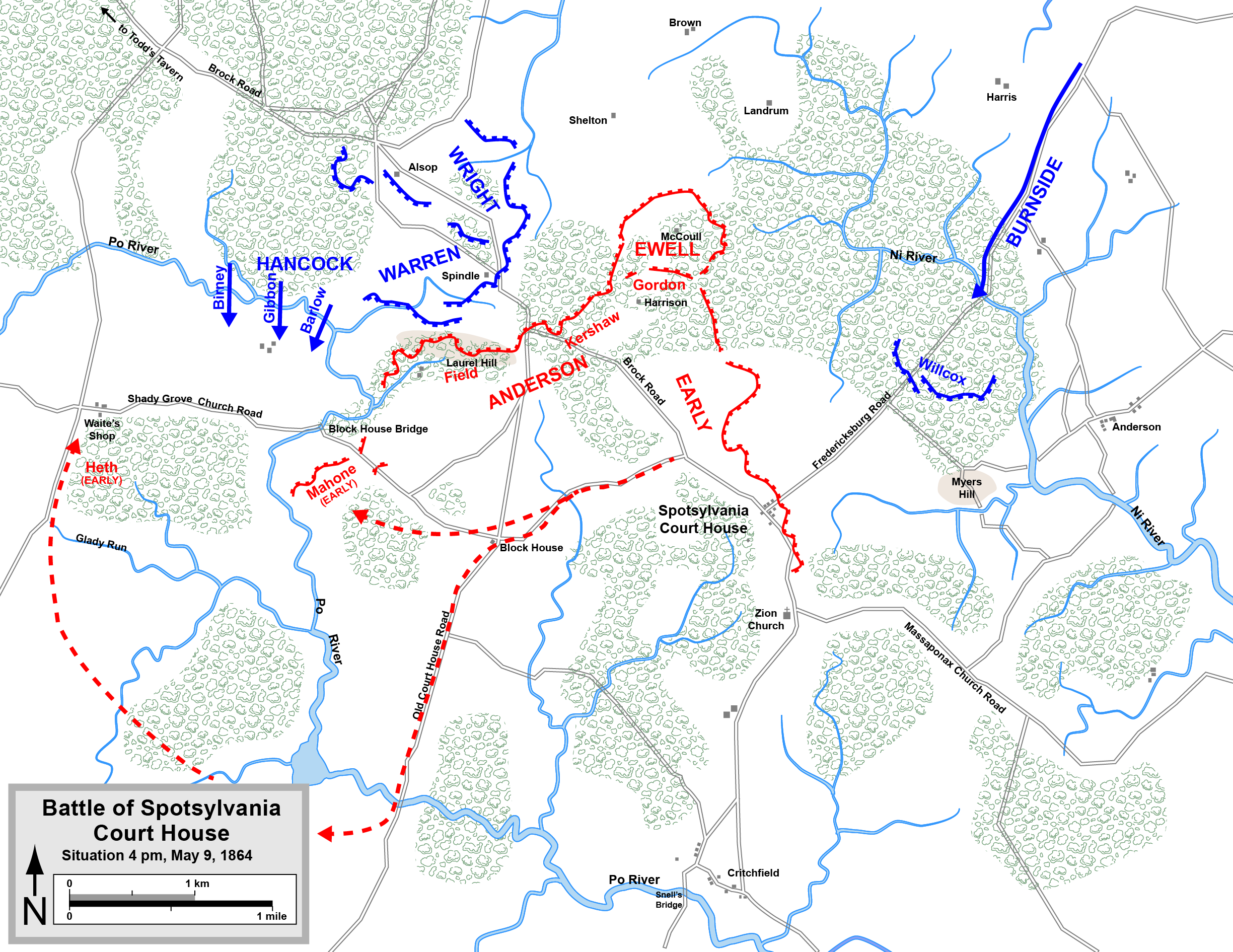
9 мая, наступление Бернсайда и Хэнкока

«Подкова» была ориентирована на север, она имела 1800 метров ширины у основания и 1320 метров высоты. Примерно в её центре, в 390 метрах от острия, находился дом Маккула. Левую сторону заняла дивизия Роудса, правую — дивизия Джонстона. Дивизия Гордона встала у основания подковы, южнее дома Маккула, и построила там резервную линию траншей. Правый фланг Джонстона не был ничем прикрыт. Предполагалось, что 9 мая там встанет корпус Джубала Эрли. В результате Северовирджинская армия заняла позицию, которая была очень похожа на позицию Потомакской армии под Геттисбергом. «Позиции были в форме лошадиной подковы, — писал бостонский корреспондент, — это был Геттисберг наоборот — Ли удерживал внутренний периметр».
Всё утро 9 мая генерал Грант пытался понять, где проходят оборонительные линии противника. Так как прорвать эти позиции с фронта не удалось, он решил попробовать обойти фланги армии Ли, но из-за отсутствия кавалерии был вынужден действовать наугад. Грант решил провести два пробных наступления: корпусу Хэнкока он приказал выйти к реке По и постараться атаковать противника с запада, а корпусу Бернсайда было приказано подойти с востока и атаковать противника в правый фланг.

#### Наступление Бернсайда
IX корпус Эмброуза Бернсайда в тот день наступал левее Потомакской армии (в состав которой он не входил). Грант предполагал, что 9 мая корпус пройдёт через Спотсильвейни на Чилсберг, но так как Уоррен и Седжвик были остановлен у Спотсильвейни, Гранту пришлось менять планы. Он велел Бернсайду выступить рано утром и к 06:00 быть на месте, которое на картах было обозначено, как «Гейт». Оттуда он должен был действовать, исходя из ситуации. Корпус выступил в 04:00, но дорога оказалась занята кавалерией Шеридана, которая выступила в рейд на Ричмонд. Никто не занимался координацией наступления, поэтому Бернсайд потерял целый час, пропуская кавалерию. Передовая дивизия Орландо Уилкокса возобновила марш в 06:00, вышла на Фредериксбергскую дорогу и в 07:15 вышла к дому Гейла в трёх километрах от Спотсильвейни. Здесь передовой 60-й Огайский полк встретил кавалерийские пикеты бригады Уикхема и легко отбросил их за реку Ни. Никто из командования Потомакской армии не осознал, что дом Гейла и местечко «Гейт» — разные места, и что Уилкокс опасно выдвинулся вперёд относительно остальных частей армии.
Грант узнал о перестрелке у дома Гейла около 09:00 и не придал ей значения. Он знал, что два корпуса Северовирджинской армии стоят у Спотсильвейни, а третий — на фронте Хэнкока у Тодд-Таверн, и, стало быть, Уилкокс имеет дело с кавалерией. Но вскоре стали поступать донесения о том, что противник отступает на фронте Хэнкока. Это могло означать, что Ли перебрасывает корпус Эрли на правый фланг, чтобы уничтожить дивизию Уилкокса и затем отрезать Потомакскую армию от Фредериксберга. Так как вся кавалерия Гранта ушла в рейд, он не мог точно выяснить положение армии Ли и не мог решить, как лучше распорядиться IX корпусом. В итоге он велел Уилкоксу оставаться на месте, а остальным дивизиям корпуса идти на его усиление. Он так же приказал расставить пикеты между левым флангом Потомакской армии и Уилкоксом, чтобы выяснить, не занял ли противник эти места и не отрезал ли Бернсайда от Потомакской армии.

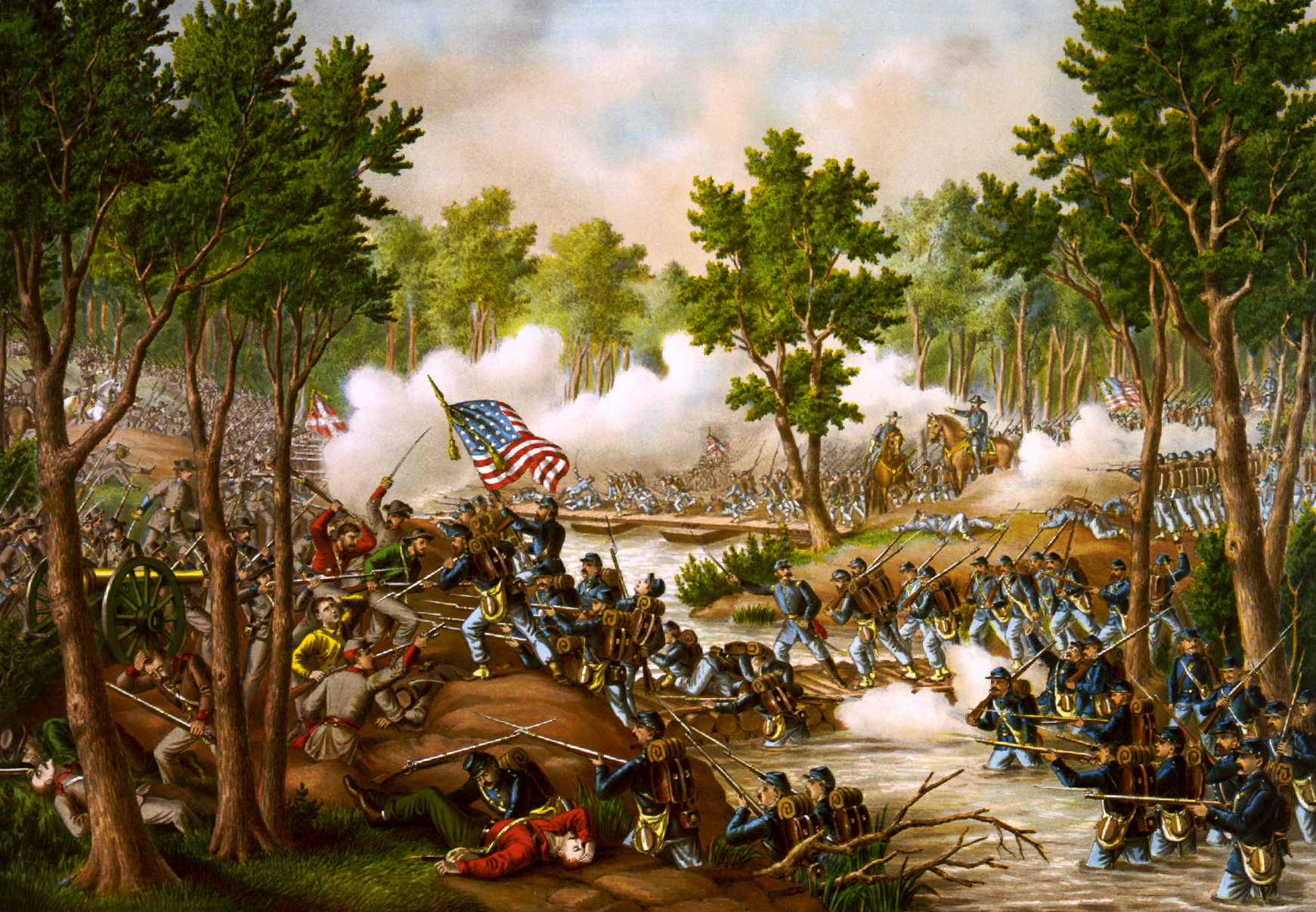
Сражение на реке Ни, 9 мая 1864

Между тем южане отправили бригаду Роберта Джонстона (из дивизии Гордона) навстречу Уилкоксу, чтобы задержать его до подхода корпуса Эрли. Джонстон атаковал бригаду Бенжамина Крайста, сразу опрокинул набранный из новобранцев 60-й Огайский полк и ударил во фланг 1-му Мичиганскому. Одновременно кавалеристы Уикхема ударили по стрелковой цепи 79-го Нью-Йоркского, а федеральная артиллерия по ошибке дала залп по своим. Но 50-й Пенсильванский и 20-й Мичиганский при поддержки части 79-го Нью-Йоркского бросились в контратаку и заставили Джонстона отступить. Уилкокс усилил Крайста бригадой Хартранфта, и две бригады стали теснить Джонстона к Спотсильвейни.
Но Уилкокс переоценил численность противника. В 11:45 он передал Бернсайду, что имеет дело с превосходящими частями противника и просил поторопить дивизию Стивенсона. Одновременно он начал рыть укрепления на высотах на южном берегу реки Ни. Дивизия Стивенсона подошла в полдень. С крыши дома Гейла Уилкокс наблюдал за манёврами противника и в 13:15 сообщил командованию, что крупные сил концентрируются на его фронте. В реальности он видел только части корпуса Хилла (под командованием Эрли), но он решил, что перед ним все три корпуса армии Ли.
Бой между Уилкоксом и Джонстоном получил название «Сражение на реке Ни». Бернсайд оценил общие потери своей армии в 215 человек. Генерал Крайст был отстранён от командования, а его бригада объединена с бригадой Хартранфта. Но неуверенность Уилкокса привела к тому, что федеральная армия упустила хороший шанс. «Единственный раз за всю кампанию у противника была возможность ударить в наш фланг и разбить нашу армию», писал потом Теодор Гарнетт из штаба Стюарта. Из-за отсутствия кавалерии Грант не понял, что корпус Бернсайда вышел во фланг и тыл противника, и не знал о ситуации на его фронте.

#### Наступление Хэнкока

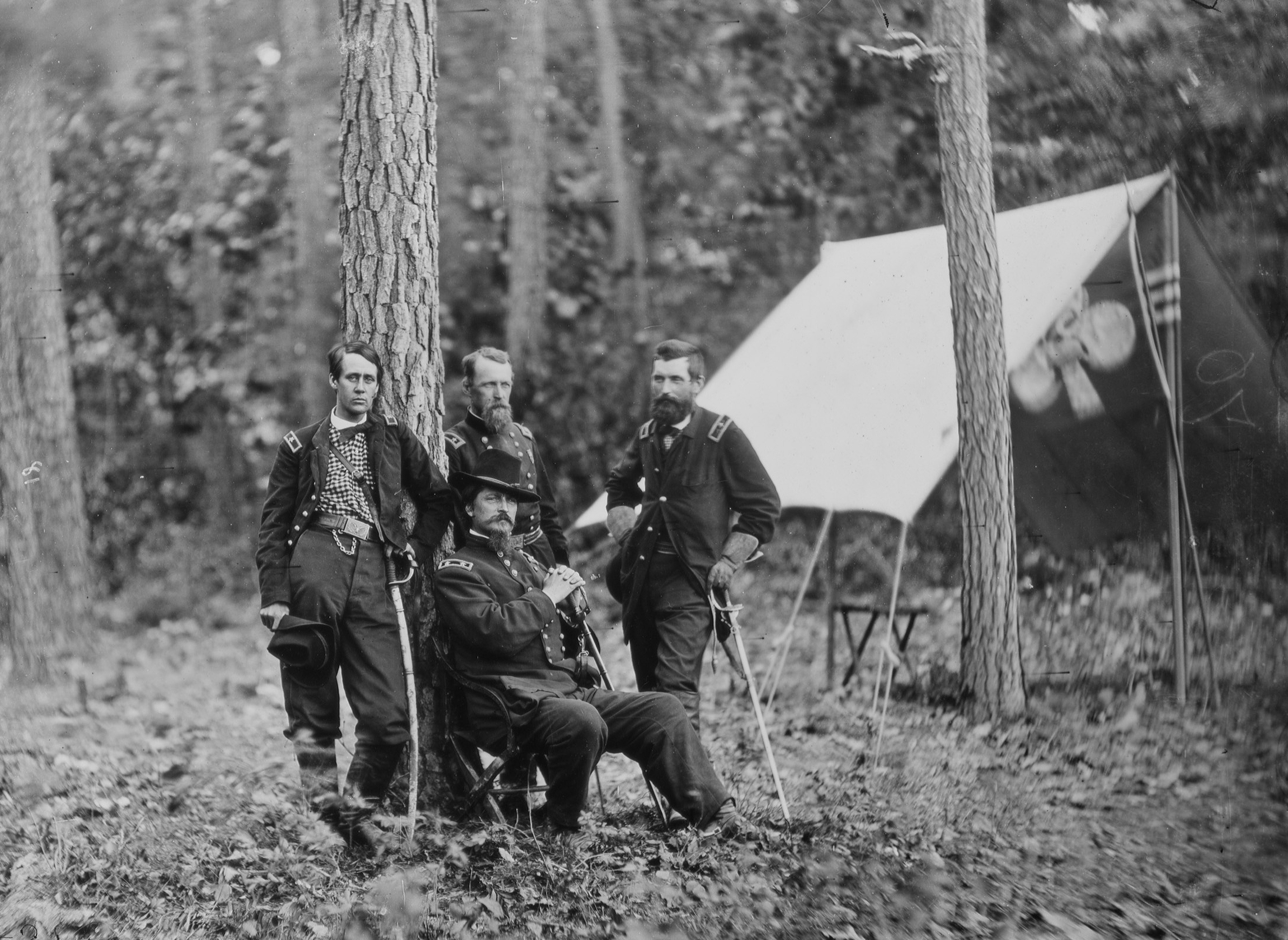
Хэнкок и его дивизионные генералы: Бэрлоу, Бирни и Гиббон

Наступление Хэнкока на левый фланг армии Ли не заладилось с самого начала. Утром 9 мая корпус стоял у Тодд-Таверн фронтом на запад. На рассвете, около 06:00, Хэнкок решил, что противник отступил на его фронте, но уже в 07:00 поступила противоположная информация, и Хэнкок сообщил в штаб, что противник явно готовит на его фронте крупное наступление. Генерал Хемфрис усомнился в этом, поскольку по его данным два корпуса южан уже находятся на участке Седжвика и Уоррена. Только в 11:15 Хэнкок окончательно убедился в том, что южане отошли. Именно эта информация заставила Гранта и Мида поверить в то, что Ли перебрасывает крупные силы против корпуса Бернсайда. Мид решил перебросить корпус Хэнкока на помощь Бернсайду, но Грант рассудил иначе. По его мнению, перебрасывая войска на правый фланг, Ли ослабляет левый фланг. Грант приказал Хэнкоку оставить дивизию Мотта в тылу у Тодд-Таверн, а дивизиям Бэрлоу, Гиббона и Бирни отправить к реке По и развернуться на её северном берегу. На берегу так же развернулась артиллерия (в частности, батарея капитана Брауна), под прикрытием которой корпус перешёл реку. При этом они едва не захватили хвост обоза корпуса Юэлла, и только сопротивление, оказанное джорджианской бригадой Райта позволило обозу успешно уйти.
К 18:00 дивизия Бэрлоу заняла рубеж вдоль дороги Шейди-Гроув-Черч-Роуд. Потери были невелики, но было потеряно ценное время. В 19:00 все три дивизии Хэнкока соединились и двинулись в направлении фланга корпуса Андерсона. Хэнкок наступал осторожно и только к наступлению темноты вышел к мосту Блок-Хаус-Бридж. Но наступать дальше в темноте он не решился. Наступление Хэнкока встревожило генерала Ли. Он понял, что надо срочно спасать фланг Андерсона, но он не мог понять, наступает ли Хэнкок всерьёз или это только отвлекающий манёвр, чтобы заставить его ослабить какой-то другой участок фронта. В его руках имелись две свободные дивизии — Хета и Махоуна. Они стояли в Спотсильвейни и, так как Бернсайд в данный момент не представлял опасности, Ли решил отправить Махоуна, чтобы тот задержал Хэнкока у реки По. Одновременно ему пришло в голову, что дивизию Хета можно отправить в обход, чтобы она атаковала Хэнкока с фланга.
Махоун прибыл к мосту Блок-Хаус-Бридж и сразу же начал строить укрепления. Хэнкок же не решался атаковать и запросил совета у Мида. Мид ответил только в полночь. Он советовал ждать до утра. В то же время (в полночь) дивизия Хета, усиленная бригадой Вейсигера, покинула Спотсильвейни и, в сопровождении Эрли, который возглавил наступление против Хэнкока, отправилась в обходной марш. «Хэнкок перешел По в конце дня, — вспоминал потом Портер Александер, — и у нас была целая ночь, чтобы подготовиться к встрече».

#### Гибель генерала Седжвика

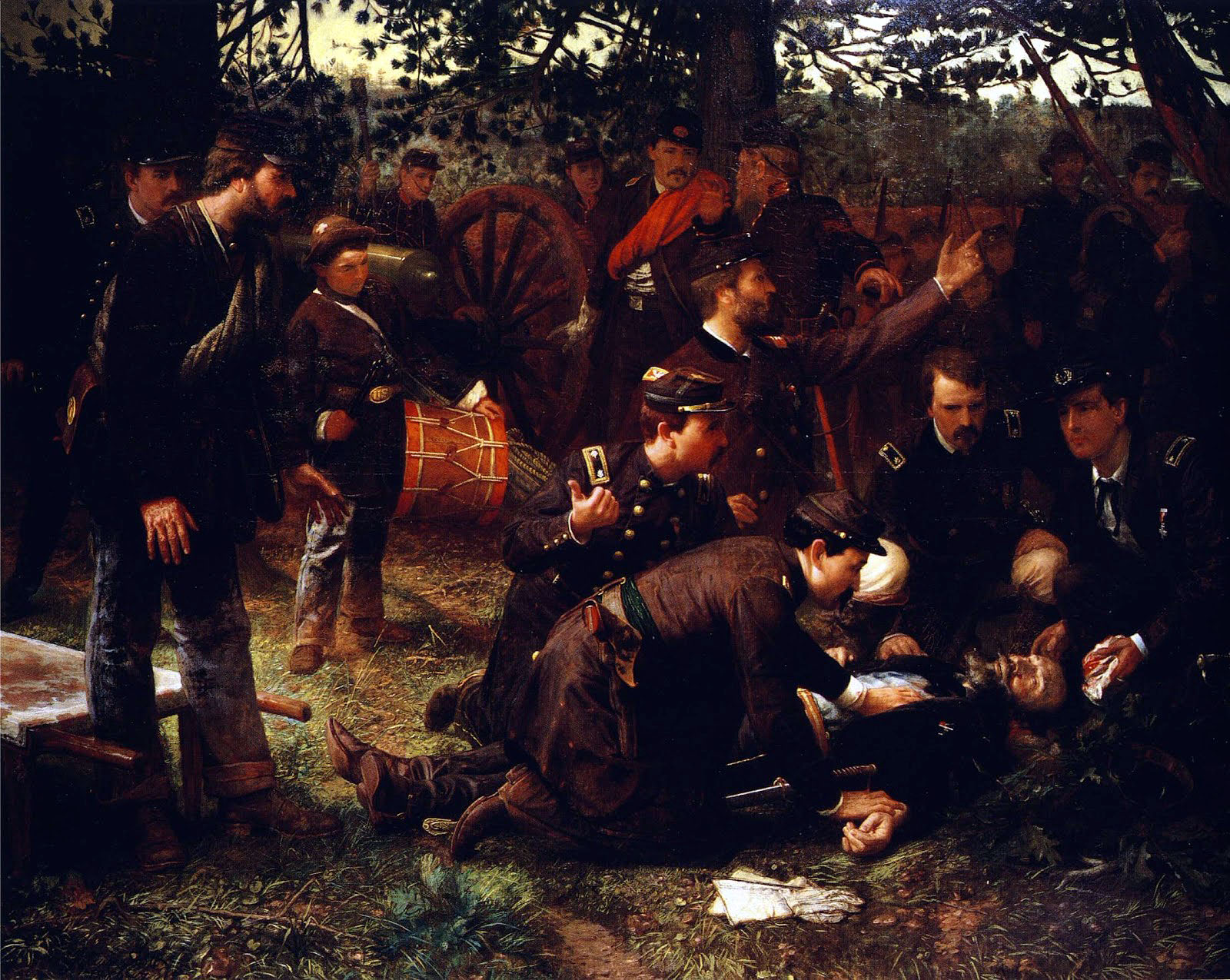
Гибель Седжвика. Картина Джулиана Скотта

В 06:30 Мид приказал Седжвику принять общее командование над VI и V корпусами в случае отсутствия главнокомандующего. Чтобы не портить отношения с Уорреном, Седжвик явился в его штаб и передал адъютантам, что Уоррен может командовать корпусом, как своим собственным. «Я верю, что он всё сделает правильно, и не хуже меня знает, что делать с корпусом», сказал он. Вскоре после этого он отправился туда, где линии траншей пересекали Брок-Роуд. Здесь стояла батарея и снайперы противника держали её под обстрелом. Мартин Макмэн, начальник штаба корпуса, попросил его не приближаться к батарее, потому что любой офицер, появлявшийся там вчера или сегодня, неизбежно получал пулю.
Около 08:00 штаб Седжвика посетил Грант. Вскоре затем Седжвик распорядился вырыть более надёжные укрытия для нью-джерсийской бригады Брауна и, когда бригада стала менять позицию, снайперы южан открыли по ней плотный огонь. Глядя на то, как рядовые пригибаются к земле, Седжвик рассмеялся: «Как! Как! Люди кланяются отдельным пулям? Что же вы будете делать, когда они откроют огонь по всей линии? Мне стыдно за вас. С такой дистанции они не попадут даже в слона». Один солдат упал на землю рядом с ним и Седжвик тронул его сапогом: «Кому это ты кланяешься? С этой дистанции они не попадут даже в слона», сказал он. «Генерал, — ответил солдат, — я однажды поклонился снаряду, а то бы он снёс мне голову. Я верю в поклоны». Седжвик рассмеялся. «Отлично, парень. Иди на своё место». В тот же момент пуля попала ему в голову чуть ниже левого глаза. Он медленно упал в руки Макмэна. Рядом находился генерал Рикеттс, который был следующим после Седжвика по званию, но он сказал Макмэну, что не примет командование корпусом, так как Седжвик хотел, чтобы после него командовал Горацио Райт.
Это случилось примерно в 09:30. Седжвика любили в армии и его гибель вызвала глубокое сожаление среди рядовых и офицеров, как в Потомакской армии, так и в Северовирджинской армии. Генерал Стюарт потом говорил, что у него не было лучшего друга, чем Седжвик в прежней армии. В это время генерал Уоррен писал письмо Миду, где утверждал, что в неудачах прошлого дня виновата в основном медлительность Седжвика. Узнав про его гибель, он не стал отправлять письмо и никто не видел этого письма в последующие десятилетия.

### 10 мая

#### Сражение на реке По
Грант предполагал, что рано утром 10 июня корпус Хэнкока перейдёт реку По у Блок-Хаус-Бридж и атакует фланги корпуса Андерсона. Одновременно Уоррен и Райт ударят с фронта, а Бернсайд — с левого фланга. Это был сложный план, требующий хорошей координации. В то же время и генерал Ли думал о наступлении у реки По: он планировал переправить дивизию Хета за реку южнее Блок-Хаус-Бридж, чтобы она атаковала Хэнкока с юга. Это был тоже сложный манёвр, но южане уже научились выполнять такого рода манёвры. Хэнкок оказался в сложном положении. Если его атака будет отбита, ему пришлось бы отступать сначала за реку По у Блок-Хаус-Бридж, а затем переходить реку ещё раз. Ли надеялся разбить корпус Хэнкока и не дать ему отступить за реку.
Всю ночь люди Хэнкока наводили мосты у верхней переправы. Дивизия Бэрлоу стояла на передовой позиции и моста Блок-Хаус-Бридж. К утру позади Бэрлоу встала дивизия Гиббона, а за ней — дивизия Бирни. Бэрлоу обнаружил, что противоположная сторона реки уже сильно укреплена — там стояла дивизия Махоуна при поддержке 11-ти орудий Макинтоша. Чтобы атаковать мост, Бэрлоу должен был бы наступать колонной по узкой дороге прямо на орудия противника. Хэнкок отправил своего адъютанта изучить позиции противника, и по результатам этой разведки решил, что атака моста смысла не имеет. Он сообщил в штаб, что мост находится под контролем противника, но он все же готов атаковать, но для этого требуется сначала переправить весь корпус на восточный берег реки. Для обнаружения переправы Хэнкок отправил вверх и вниз по реке разведывательные отряды.
Майор Джеймс Бриско взял под командование 4-й и 17-й Мэнские полки и отправился в разведку на юг от Уайт-Шоп. Он переправился через реку Глейди-Раан, постепенно оттесняя стрелковую цепь Уэйда Хэмптона, и вскоре встретился с наступающей дивизией Хета — со стрелковой цепью 11-го Миссисипского полка. Бриско приказал атаковать, но два его полка отказались иметь дело с целой дивизией и отошли назад, за Глейди-Ран, заняв позицию на северном берегу реки. Генерал Бирни отправил им на помощь два полка, и все утро эти части сдерживали наступление передовых частей дивизии Хета.
Другая разведывательная партия (61-й Нью-Йоркский полк под командованием лейтенанта Робертсона) отправился изучить реку южнее моста Блок-Хаус-Бридж, и обнаружил арьергарды дивизии Хэнкока. «Большой отряд идёт к нам в тыл, — сообщил он, — и похоже, что они задумали сделать с нами то же, что и мы с ними — обойти с фланга и разбить у реки». Третий отряд (бригада Брука под руководством штабного офицера, майора Моргана) пошёл по западному берегу реки на юг, и нашёл переправу, по которой реку перешёл 66-й Нью-Йоркский полк. Узнав об этом, Хэнкок решил, что это удобное место, и приказал отправить за реку всю бригаду Брука, рассчитывая отправить следом весь свой корпус.
Пока Хэнкок искал переправы, корпус Уоррена повторил атаку высоты Лоурелл-Хилл, и был отбит. Грант понял, что от флангового манёвра придётся отказаться. Генерал Райт сообщил, что противник перебрасывает дополнительные части из центра на левый фланг, поэтому Грант решил повторить атаку в центре, а корпусу Хэнкока приказал отойти, но оставить часть сил для имитации присутствия. Предполагалось, что корпус Хэнкока займёт позицию левее Райта и в 17:00 присоединится к общей атаке. Получив этот приказ, Хэнкок оставил у моста дивизию Бэрлоу, а дивизии Гиббона и Бирни отправил назад, и сам поехал в штаб Уоррена, чтобы изучить фронт предстоящей атаки. В 11:00 Гиббон и Бирни начали переправляться на северную сторону реки, в Бэрлоу начал укреплять позицию дивизии вдоль дороги Шейди-Гроув-Чёрч-Роуд. Дивизия стояла фронтом на юг: слева у моста бригада Майлза, правее бригада Смита, ещё правее бригада Брука и на фланге у Уайт-Шоп — бригада Фрэнка.

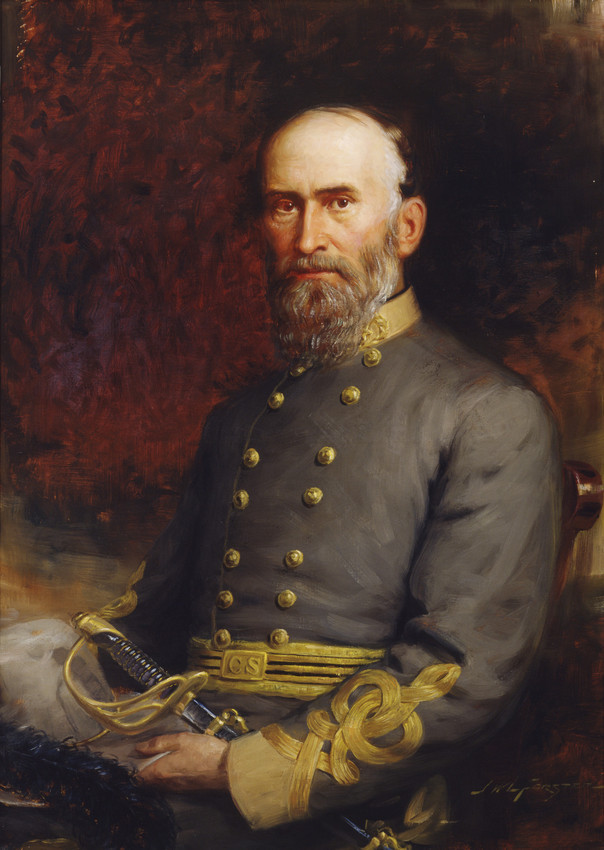
Генерал Джубал Эрли

Не успел Хэнкок покинуть Бэрлоу, как показался отступающий отряд майора Бриско, за которым шла вся дивизия Генри Хета. Бэрлоу доложил о ситуации в штаб: он сказал, что одна дивизия атакует его с фронта, а вторая готова перейти в наступление с левого фланга. Мид приказал Хэнкоку срочно вернуться и принять меры. Хэнкок спешно отправился назад, и сразу понял, что дивизия Бэрлоу, стоящая в отрыве от основных сил, за рекой, под фланговым огнём вражеской артиллерии, может быть уничтожена. Он приказал отходить. В 14:30 бригады Бэрлоу стали отступать к переправам и сооружать укрепления на подступах к мостам. Эрли понял, что противник отступает, и приказал немедленно атаковать. Он развернул бригады Дэвиса и Киркланда в первой линии, а бригады Джона Кука и Генри Уокера во второй. Основной удар пришёлся на бригады Фрэнка и Брукса. Бригада Фрэнка отошла первой, оставив бригаду Брукса без прикрытия с фланга (ходили разговоры, что Фрэнк был нетрезв в тот день). 148-й Пенсильванский и 64-й Нью-Йоркские полки не получили приказа на отход, и едва не были отрезаны от основных сил. Полковник 64-го приказал полку рассеяться и пробиваться к своим через лес по одному.
Бригада Майлза отступила последней. 81-й Пенсильванский полк перешёл реку и поджёг понтоны. Около 17:00 сражение стало затихать. Дивизии Хета и Махоуна отступили к дороге Шейди-Гроув-Чёрч-Роуд и стали строить укрепления. Бой завершился в целом удачно для южан, которые понесли сравнительно незначительные потери и устранили опасность своему левому флангу. Хет потерял двух бригадных генералов: Кук был легко ранен, а Уокер получил тяжёлое ранение ноги, которую пришлось ампутировать. Хэнкок потом писал, что отбил несколько атак с тяжёлыми потерями для врага. Хет, узнав про эти слова, категорически возражал. Он утверждал, что его атакующие части ни разу не были отбиты. Но все комментаторы сошлись на мнении, что наступление Хэнкока было обречено из-за плохого планирования. Генерал Хемфрис полагал, что если бы наступление началось утром 10 мая, то Хэнкок успел бы атаковать и разбить левый фланг корпуса Андерсона. Хемфрис так же полагал, что Грант напрасно отменил наступление, вместо того, чтобы продолжить его, усилив Хэнкока ещё одной дивизией.

#### Первая и вторая атаки Уоррена
Пока Хэнкок пытался перейти реку По, артиллерия корпуса Уоррена вела огонь по высоте Лоурел-Хилл. Уорену было поручено найти слабое место в обороне Андерсона и постараться прорвать его позиции. В то утро Уоррен был необычно решителен и агрессивен, он старался произвести хорошее впечатление после неудачи прошлого дня. Позиции против его фронта удерживала бригада Филда, которая за два дня успела хорошо укрепить свою позицию, а Портер Александер превратил Лоурел-Хилл в «мечту артиллериста», разместив на ней артиллерийские батальоны Кейбелла, Хаскелла и Хьюджера.
На рассвете в наступление пошла стрелковая цепь 4-го Мичиганского и 22-го Массачусетского полков, но она попала под артиллерийский обстрел, потом под винтовочный огонь, и отступила в беспорядке. Уоррен приказал подавить артиллерию противника, после чего двинул в наступление дивизию Кроуфорда. Но и она попала под обстрел шрапнелью и сразу же отошла под прикрытие леса. Тогда Уоррен решил сменить тактику, и вместо отдельных атак бросить в бой весь свой корпус, хотя это не вполне согласовалось с приказами Гранта. Дивизии Кроуфорда и Каттлера пошли в общее наступление, но снова были остановлены плотным винтовочным огнём. Днём Уоррен приказал прекратить атаки. Он потерял около 400 человек, не добившись никакого результата.
После неудачи наступления Хэнкока, новый план наступления в 17:00 подразумевал, что Хэнкок будет руководить наступлением V корпуса и приданных частей. Но около 14:00 Хэнкок уехал контролировать положение дивизии Бэрлоу, и V корпус снова оказался под полным командование Уоррена. Уоррен сразу же отправился в штаб и предложил атаковать, не дожидаясь 17:00. Мид и Грант согласились. Уоррену снова выпал шанс восстановить свою репутацию. «Тысячами солдатских жизней было заплачено за амбиции Уоррена», писал по этому поводу Гордон Реа. Уоррен отказывался признать, что атака высоты Лоурел-Хилл не имеет шанса, хотя солдаты и офицеры его корпуса уже это поняли.
Корпус Уоррена был усилен дивизией Гиббона, которая встала правее. Изучив местность, Гиббон высказался против этой атаки — он сказал, что заграждения слишком сильны и пехота не сможет через них эффективно наступать. Но Уоррен проявил настойчивость. Оба генерала направились к Миду, который так же поддержал Уоррена. Уоррен начал готовить атаку, но оказалось, что сил меньше, чем он рассчитывал. Так как Бэрлоу могла потребоваться помощь, то только две бригады Гиббона (Кэролла и Уэбба) можно было задействовать для атаки. И по непонятной причине Уорен решил оставить на месте дивизию Гриффина. В 16:00 атака началась. «На всех лицах было написано, что дело это безнадёжное», вспоминал рядовой бригады Кэролла. «Едва ли это можно назвать атакой», говорил потом Уэбб. Лишь некоторым бойцам бригады Уэбба удалось прорваться на вершину холма (к позициям бригады Грегга), где им оставалось только сдаться в плен. Левее дивизии Гиббона пошла в наступление дивизия Кроуфорда, которой противостояла джорджианская бригада Джорджа Андерсона. Джорджианцы вспоминали потом, что их артиллерия вела огонь почти исключительно двойной картечью с короткой дистанции. Ещё левее пошла вперёд дивизия Катлера, но она сразу потеряла строй и была остановлена.
К 17:00 (времени начала общей атаки) корпус Уоррена в беспорядке отступил на исходные позиции. В 17:50 Хэнкок вернулся на позиции V корпуса и застал его полностью дезорганизованным атакой. Грант был вынужден перенести общее наступление с 17:00 на 18:00. Но для успеха атаки соседнего VI корпуса надо было проявлять активность на фронте V корпуса, поэтому Грант приказал Хэнкоку в 18:30 двинуть вперёд II и V корпуса (или ту часть V корпуса, что будет готова к наступлению). Но в 18:25, за 5 минут до начала наступления, пришло сообщение о наступлении противника на участок дивизии Бэрлоу. Сообщение оказалось ложным, но из-за него был потерян ещё час времени и в итоге наступление перенеслось на 19:00.

#### Атака Аптона

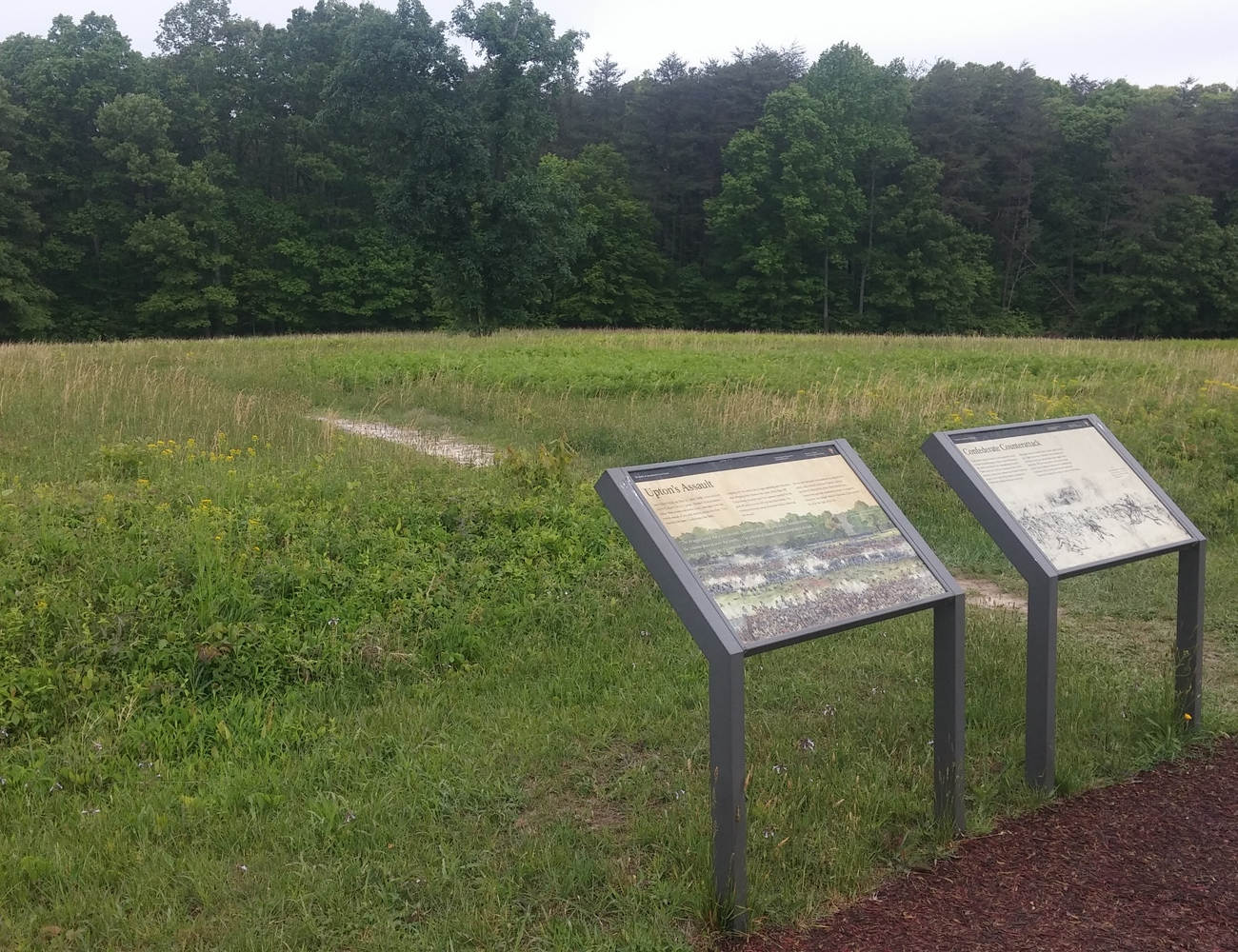
Участок атаки Аптона в наше время

VI корпус Горацио Райта должен был атаковать левее Уоррена в направлении на траншеи «Подковы мула». Райт решил выделить для атаки дивизию Рассела (свою бывшую дивизию), а Рассел решил доверить планирование полковнику Эмори Аптону, у которого были свои взгляды на теорию применения пехоты и который уже применил их в деле в сражении при Раппаханок-Стейшен. Рассел поручил Аптону 12 пехотных полков, и Аптон решил атаковать колонной шириной в 3 полка и глубиной в 4. В случае удачи атакующих должна была поддержать дивизия Гершома Мотта. После неудачной атаки Уоррена Грант перенёс общую атаку на час вперёд, но никто не предупредил об этом Мотта. В результате в 17:00 дивизия Мотта пошла вперёд, попала под удар артиллерии южан и сразу же отступила. В 18:00 Аптон повёл свой отряд в атаку и смог прорвать позиции корпуса Юэлла на участке джорджианской бригады Долса. Но развить успех не удалось: Юэлл бросил в бой бригады Гордона и Стюарта и смог локализовать прорыв. Дивизия Мотта уже не могла участвовать в бою. Аптон оказался в траншеях противника, вдали от своих основных сил, и ему ничего не оставалось делать, кроме как отступить. Несмотря на неудачу, методика Аптона была признана верной и Грант решил повторить атаку в этом стиле, но более крупными силами 12 мая. Ответственность за неудачу возложили на Мотта, который был понижен до командира полка. Современные историки полагают, что ответственность за неудачу лежит в основном на организаторах атаки — генералах Райте и Гранте, которые неграмотно разместили атакующие части и не оповестили их об изменении времени атаки.

#### Наступление Бернсайда
По плану Гранта на 10 мая корпус Бернсайда должен был присоединиться к общей атаке, наступая на позиции противника с востока. С утра штаб Бернсайда находился у дома Элсопа, а дивизия Поттера стояла рядом. Дивизии Уилкокса и Стивенсона стояли на северном берегу реки Ни у дома Гейла в 4 милях от дома Элсопа. Передовые отряды удерживали высоту на южном берегу реки Ни. Все утро Бернсайд пытался соединиться правым флангом с Потомакской армией (дивизией Мотта). Для этого ему пришлось растянуть в пикетную цепь бригаду Хартранфта. В то же утро случайной пулей в голову был убит бригадный генерал Томас Стивенсон, самый способный дивизионный командир в корпусе Бернсайда. Его место занял полковник Дениель Лиже. Это событие произвело тяжёлое впечатление на Бернсайда. Он не доверял полковнику Лиже, и боялся, что южане прервут его связь с Потомакской армией, и его дивизии будут отрезаны. В 09:45 он велел Уилкоксу отступить в том случае, если связь с дивизией Мотта будет прервана.
Вскоре он узнал от Гранта о готовящейся на 17:00 атаке. Грант требовал наступать по Фредериксбергской дороге со всей решительностью. Бернсайд поручил Уилкоксу возглавить атаку, а дивизию Лиже распределил между дивизиями Уилкокса и Мотта. Оставалось найти применение дивизии Поттера. Адъютанты Гранта требовали наступать всеми тремя дивизиями, но Бернсайд колебался. В 14:15 он запросил совета у Гранта и через час получил ответ. Грант сказал, что уже поздно перемещать дивизию Поттера, так что пусть Бернсайд сам решит, наступать двумя дивизиями или одной. Но так или иначе, но Бернсайд обязательно должен атаковать. Но вопреки совету Бернсайд решил всё же задействовать дивизию Поттера, и это задержало его наступление — Поттер вышел к реке Ни только к шести часам вечера.
Вскоре после шести Бернсайд начал наступать, но фактически вперёд пошла только дивизия Уилкокса с 79-м Нью-Йоркским полком в первой линии. Со стороны южан позицию держала только дивизия Кадмуса Уилкокса, но она возвела надёжные бревенчатые баррикады. Наступление федералов вскоре затормозилось. Им удалось приблизиться к Спотсильвейни примерно на четверть мили. Здесь Орландо Уилкокс начал строить укрепления и в 19:15 передал Бернсайду: «Всё тихо. Хорошо закрепились. Чувствуем себя в полной безопасности». Но Бернсайду казалось, что Уилкокс зашёл слишком далеко и его положение ненадёжно. Так же подумал и Грант, когда бои у Лоурелл-Хилл и атака Аптона прекратились и Ли получил возможность перебрасывать на правый фланг дополнительные части. В 23:00 он велел отвести дивизию Уилкокса назад и установить надёжную связь с корпусом Райта.
Впоследствии Грант пожалел об этом решении. «Уилкокс отступил на милю, — писал он, — и мы потеряли важное преимущество. Я не виню Бернсайда, я скорее виню себя за то, что не послал штабного офицера, который докладывал бы мне ситуацию». В реальности такой офицер был, но его донесения так и не дошли до Гранта. Из всех неудач того дня неудача наступления корпуса Бернсайда была самой важной: правый фланг был самым слабым местом армии Ли, здесь стояла всего лишь дивизия Кадмуса Уилкокса, и у Бернсайда были все шансы ударить в тыл противнику. К ночи сюда вернулась дивизия Хета, и Бернсайд упустил свой шанс.

### 11 мая
11 мая стало первым днём затишья за всю кампанию. Рано утром Грант верхом проинспектировал все свои позиции и пришёл к выводу, что слабым местом укреплений противника является острие «подковы мула», а атакующих удобно размещать около дома Брауна. Это было то самое место, откуда начиналась атака Мотта 10 мая. Генерал Хемфрис писал, что планируя атаку от дома Брауна Грант собирался повторить атаку Мотта, только более крупными силами. На самом же деле это было скорее повторение атаки Аптона. Подобно Аптону, он приказал солдатам идти на штурм бегом, не останавливаясь на ведение огня.
Хэнкок провёл несколько рекогносцировок на своём участке, которые показали, что правому флангу ничего не угрожает, и корпус можно перебрасывать на восток, на позицию между корпусом Райта и Бернсайда. Одновременно штабные офицеры Гранта изучили место предстоящей атаки и решили, что атаковать логичнее не от дома Брауна, а от дома Ландрума. Они так же распорядились передвинуть корпус Бернсайда на более удобную позицию, но при этом был случайно травмирован бригадный командир, полковник Блисс. В тот же день Бернсайд отстранил от дивизионного командования Леже и поручил его дивизию Криттендену.

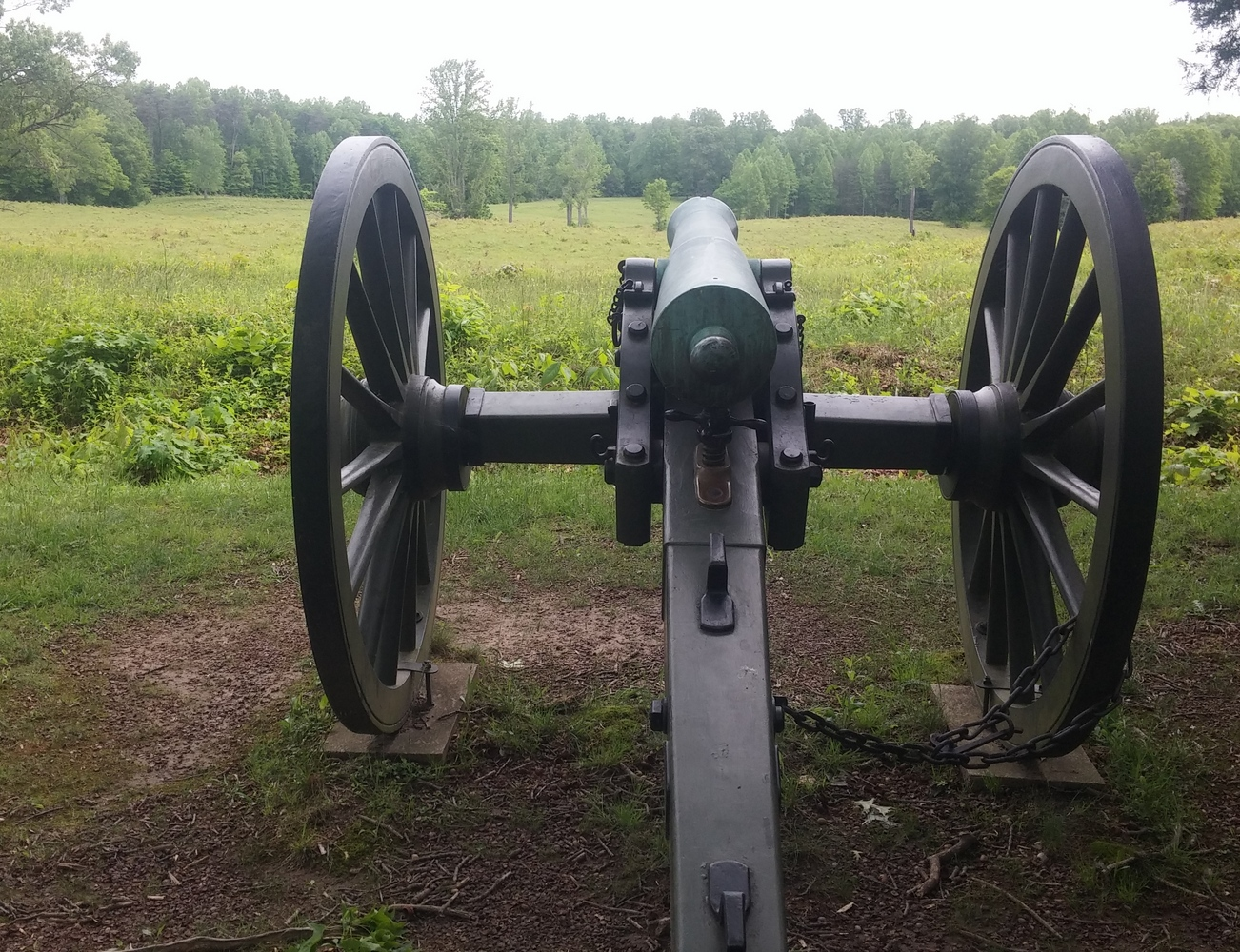
Орудие на острие «подковы мула», нацеленное на федеральные позиции (2017)

Генерал Ли весь день наблюдал за противником, стараясь понять, что задумал Грант. Разведка донесла, что корпус Бернсайда отступает. Ли решил, что Грант начал отход к Фредериксбергу. «Никогда ещё Ли не ошибался так в оценке оппонента», писал по этому поводу Гордон Реа. Ли приказал готовиться к преследованию. Для этого надо было подготовить самые медленные элементы армии, и Ли решил снять артиллерию с «подковы мула» и отвести её к Спотсильвейни. Таким образом, он собирался ослабить именно тот участок, который Грант планировал атаковать. Историк Гэллахер писал, что Ли приказал Юэллу вывести все войска из «подковы», но Юэлл вывел только артиллерию, чтобы дать пехотинцам выспаться.
В 15:00 Грант изложил план атаки на 12 мая в письме Миду. Он подробно расписал роль каждого корпуса. По плану предполагалось перебросить 3 дивизии II корпуса на позиции левее VI корпуса, чтобы в 04:00 он начал атаку при поддержке корпуса Бернсайда. Корпуса Уоррена и Райта должны быть наготове, и атаковать, если подвернется удобная возможность. Уже в 16:00 Мид отдал приказ Хэнкоку на передислокацию корпуса. Оставленную им позицию должен был занять корпус Уоррена. В то же время (16:00) Грант отправил приказ Бернсайду: атаковать в 04:00 вместе с Хэнкоком всеми возможными силами и предельно энергично. Около 19:00 Хэнкок собрал своих дивизионных командиров и изложил им план ночного марша. Бэрлоу потом вспоминал, что никто не описал им позиции противника, не назвал численности противника, толком не рассказал план атаки, кто в ней участвует и почему атаковать надо именно это место. В 21:00 корпус отправился на позицию для атаки. Ему предстояло пройти около 3 миль, на что у корпуса ушло два часа. «Была грязь, как в Вирджинии, и тьма, как в Египте», вспоминал потом участник ночного марша. Марш был труден и даже офицеры находились в упадке духа. Брук утверждал, что задуманная атака — безумие, а Майлз высказывался так резко, что Бэрлоу приказал ему замолчать. Бэрлоу писал потом, что это было абсурдное задание — атаковать позицию, которая находилась неизвестно где.
Между тем на закате Ли отдал приказ свернуть артиллерийские батареи, отвести их из «Подковы мула» и готовиться к ночному маршу. Генерал Александер выполнил приказ лишь частично: он оставил артиллерию на высоте Лоурел-Хилл, отведя к дороге только обозы. Генерал Армистед Лонг, командир артиллерии II корпуса, приказал отвести артбатальоны Нельсона и Пажа, оставив только батальон Хардауэя. Об этом манёвре не был уве́домлен генерал Джонсон, который с большим удивлением обнаружил, что артиллерия покидает его позиции. Между тем южане уже слышали отдалённый шум на позициях северян, и догадывались о готовящейся атаке. Около полуночи Джонсон сообщил Эрли, что противник явно готовится наступать и надо что-то делать с артиллерией. Юэлл переправил его донесение генералу Ли, который был сильно озадачен этой новой информацией. Он, однако же, приказал вернуть артиллерию на позиции. Это решение было принято вскоре после полуночи, но батальоны Нельсона и Пажа почему-то получили приказ на возвращение только в 03:30.

### 12 мая

Атака Хэнкока 12 мая 1864

В 04:00 корпус Хэнкока уже построился и был готов к атаке, но было так темно, что начало отложили на полчаса. Рядовые все эти полчаса простояли в строю, в полной тишине и темноте. В первой линии стояли дивизия Бирни справа и дивизия Бэрлоу слева. В 04:35 Хэнкок приказал начинать. Дивизия Бирни пошла вперёд через кусты и сырые низины и вышла к пикетной цепи, которую приняла за основную линию. Пехота с криком бросилась в атаку и вышла на высоту у дома Ландрума, за которой начиналась низина, а за ней — пологий подъём к основной оборонительной линии. Пехоте предстояло перейти низину и, разобрав засеку, прорваться к траншеям. Дивизия Бирни вышла на ту же высоту немного левее и тут обе дивизии ненадолго приостановились. Бэрлоу должен был атаковать восточную сторону «подковы мула», позиции Стюарта и Уитчера, а Бирни — северо-западную сторону, позиции Монагана и Уокера.
Когда федералы бросились в атаку с хребта через низину и к засекам, южане были уже наготове. Бригада Уокера собиралась дать залп, но порох отсырел, и лишь немногие ружья смогли выстрелить. Генерал Джонсон находился тут же рядом. Артиллерия корпуса как раз возвращалась на позиции. Не встретив сопротивления, северяне стали разбирать засеку. В это время бригада Брука (правая бригада дивизии Бэрлоу) бросилась в штыковую атаку на позиции Уитчера, а бригада Брауна — на позиции Стюарта. Строй был сразу потерян и полки смешались в одну общую плотную массу. Рядовые 25-го Вирджинского и 42-го Вирджинского сразу поняли бесполезность сопротивления и сдались. 1-й Северокаролинский и 3-й Северокаролинский полки бригады Стюарта сдались почти без боя; многие в этот момент ещё даже не проснулись.
Командир 148-го Пенсильванского полка, полковник Бивер встретил южанина в офицерской форме, который сказал: «Я хочу сдаться офицеру высокого ранга. Я генерал Стюарт». Удивлённый Бивер спросил: «Как?! Вы Джеб Стюарт?» Тот ответил: «Нет, я Джордж Х. Стюарт». «Я принимаю вашу капитуляцию. Где ваша шпага, сэр?» Стюарт ответил: «Увы, сэр, вы разбудили нас так рано в это утро, что у меня не было времени её надеть».

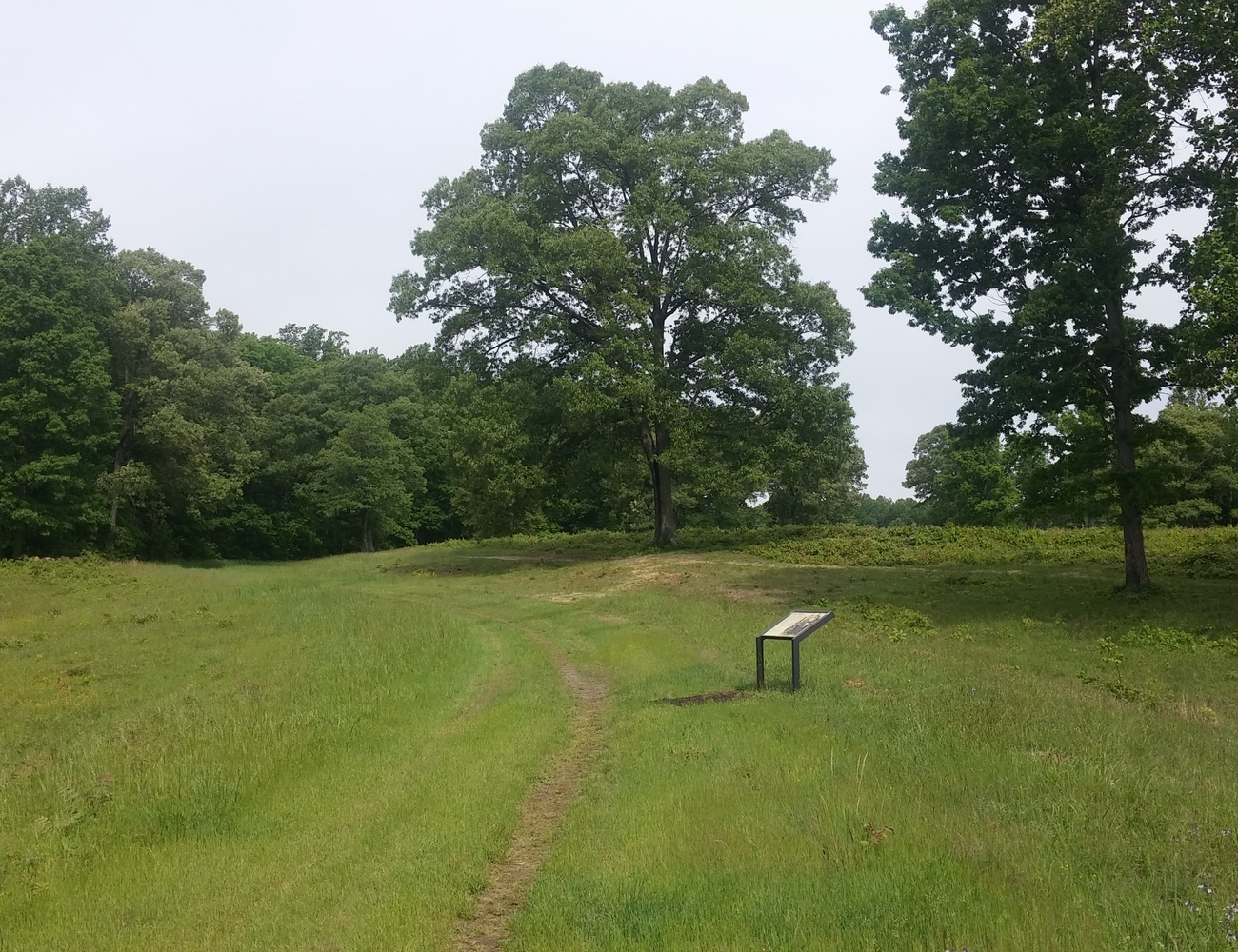
Участок, где попали в плен Джонсон и Стюарт

Генерал-майор Джонсон пытался собрать своих людей и продержаться до подхода артиллерии, но батарея Картера пришла слишком поздно. Одно орудие успело сделать несколько выстрелов и было захвачено северянами. В плен попал и генерал Джонсон.
На участке дивизии Бирни бригада генерала Уорда ворвалась на позиции луизианской бригады Монагана — которая оказалась с открытым флангом после отступления Уитчера — и выбила луизианцев из траншей, но часть бригады отошла ко второй линии, где держала оборону бригада Хоффмана. На этой новой позиции федералов удалось задержать на какое-то время. Левее луизианцев стояла «Бригада каменной стены» генерала Уокера, которая после отхода луизианцев тоже оказалась с открытым правым флангом. Полковник Терри развернул свой 4-й Вирджинский под прямым углом к линии бригады и приказал открыть огонь, но и в этот раз из-за отсыревшего пороха залпа не получилось. И почти сразу же бригада оказалась под ударом федеральной бригады Крокера, а Эксельсиорская бригада Брюстера (из дивизии Мотта) стала обходить её фланг. Бригада Макаллистера в это время вклинилась между дивизиями Бэрлоу и Бирни.
Опрокинув бригаду Уокера, федералы атаковали фланги бригад Эванса и Дэниела. Здесь 45-й Северокаролинский полк при поддержке артиллерии Хардавея сумел приостановить их наступление.
Хэнкок сумел прорвать центр позиций противника, но его части пришли в полное расстройство. Настало время заняться перегруппировкой. В это время Бирни встретил генерала Уорда, который бежал в тыл, бормоча что-то невнятное о том, что потерял коня. Бирни выдал ему нового коня, вернул Уорда к бригаде и доложил об инциденте Хэнкоку. Всё в поведении Уорда говорило о том, что он нетрезв. Бирни понаблюдал за ним некоторое время и решил отправить его в тыл под арест.
К этому времени Бирни и Мотт заняли участок траншей от вершины «подковы» до участка бригады Дэниела и разбили вторую линию обороны (бригады Эванса, Хоффмана и остатки бригады Монагана). Бэрлоу и Гиббон захватили несколько сотен метров траншей восточной стороны. «Вся местность за Углом была пуста, — вспоминал потом Бэрлоу, — было хорошо видно, что там нет никаких сил противника». В то же время начал наступление корпус Бернсайда. Как только стал слышен шум наступления корпуса Хэнкока, Бернсайд послал вперёд дивизию Поттера; бригада Саймона Гриффина шла в авангарде. Наступая практически наугад, Гриффин вышел к траншеям южан южнее позиций бригады Стюарта, как раз на позицию Лэйна. Отступление бригады Стюарта открыло левый фланг Лэйна; Гриффин атаковал этот фланг, сразу опрокинув 28-й Северокаролинский полк и затем 18-й Северокаролинский. Гриффин видел справа части корпуса Хэнкока, но они были полностью расстроены атакой. Между тем Лэйн сумел привести в порядок часть отступавших полков и его бригада открыла огонь по флангу Гриффина. Но Лэйн, по словам Гордона Реа, столкнулся с невыполнимой задачей: с севера на него надвигались части корпуса Хэнкока, а с востока — бригада Гриффина и за ней весь остальной корпус Бернсайда. Сражение достигло своё кульминации; теперь всё зависело от того, сумеет ли Грант скоординировать наступление до того, как Ли предпримет какие-то контрмеры.

#### Контратака Гордона

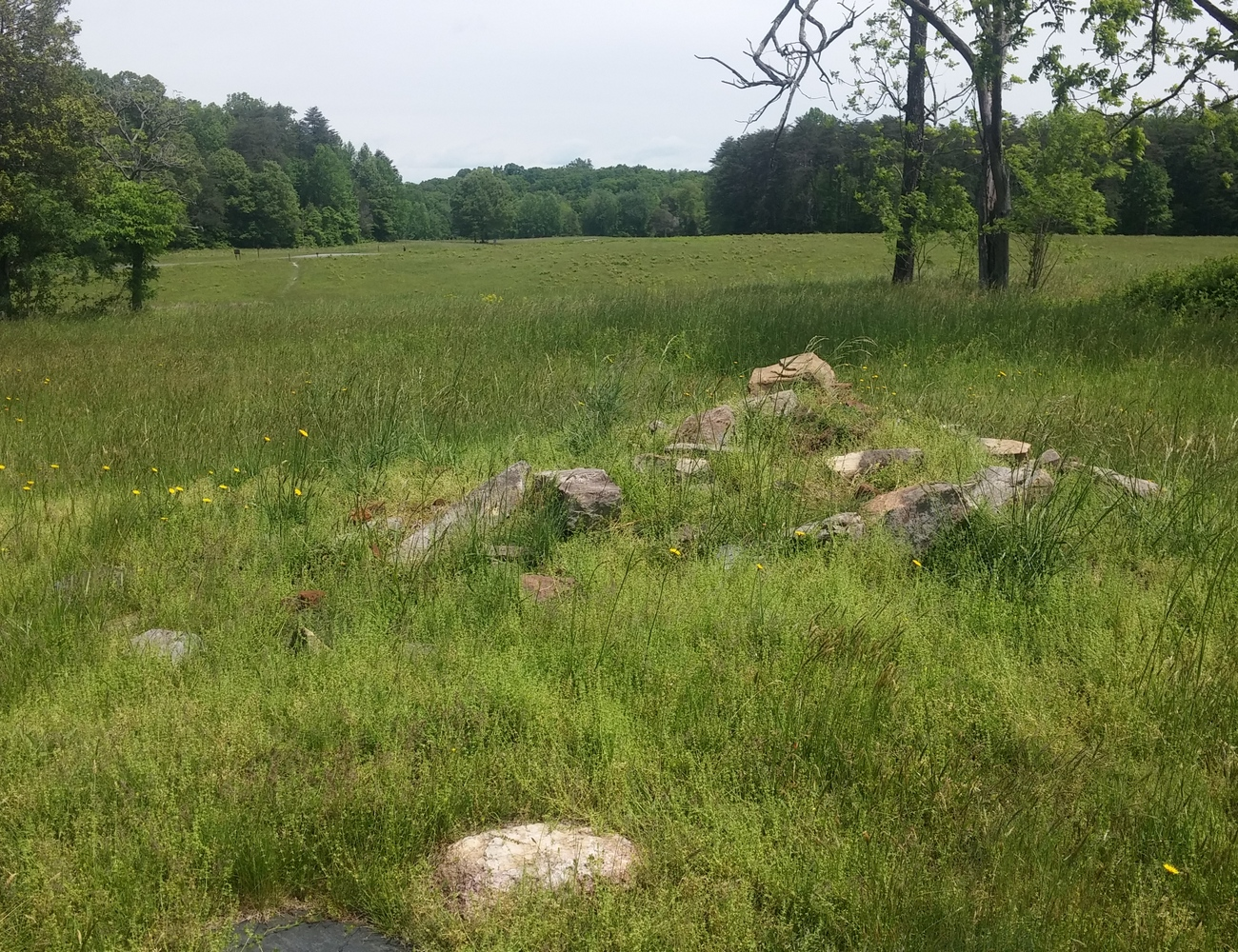
Развалины дома Харрисона и вид в направлении резервной линии и «подковы мула» (2017)

Ещё днём 11 мая Юэлл велел Гордону разместить свою дивизию так, чтобы можно было усилить ею Джонсона или Роудса. Гордон поставил бригаду Эванса у дома Маккула, бригады Хоффмана и Джонстона дальше в тылу у дома Харрисона, но ночью он переместил Хоффмана на усиление Монагана. В 04:30 Гордон стал получать первые сообщения о прорыве, но не сразу поверил в их истинность. Когда же пришло подтверждение, он сразу направил бригаду Джонстона вперёд и направо, в направлении позиций Стюарта. В густом тумане Джонстон наткнулся на передовые части дивизий Бэрлоу и Гиббона и завязалась перестрелка. Джонстон был тяжело ранен в голову, его место занял полковник Томас Гаретт, который сразу был убит и командование принял полковник Томас Тун. Гордон отвёл бригаду немного назад и развернул её поперёк линии наступления федералов. Он надеялся хоть немного задержать противника, чтобы успеть сформировать боевую линию из остальных бригад. И всё же несколько подразделений Бэрлоу прошли мимо бригады Джонстона и захватили часть траншей резервной линии. Положении было критическое, до штаба Ли и Юэлла противнику оставалось пройти менее километра.
Гордон начал собирать своих людей. Бригада Хоффмана уже вела бой, но сумела отступить ко второй линии. Эванс смог выделить только три полка. Гордон построил их в боевую линию и в этот момент появился генерал Ли, который только что узнал о катастрофе. Он одобрил предпринятые Гордоном меры, после чего направился в центр линии, между позициями 52-го Вирджинского и 13-го Джорджианского полков. Гордон понял, что Ли собирается лично возглавить атаку и остановил его словами: «Генерал Ли, здесь вам не место. Вернитесь, генерал, мы отобьём их. Эти люди — вирджинцы и джорджианцы. Они никогда не подводили. И не подведут. Верно, парни?» Противник был так близко, что у Гордона не оставалось времени на формальности, он просто взял коня Ли за поводья и развернул его в тыл. Ли нехотя подчинился.

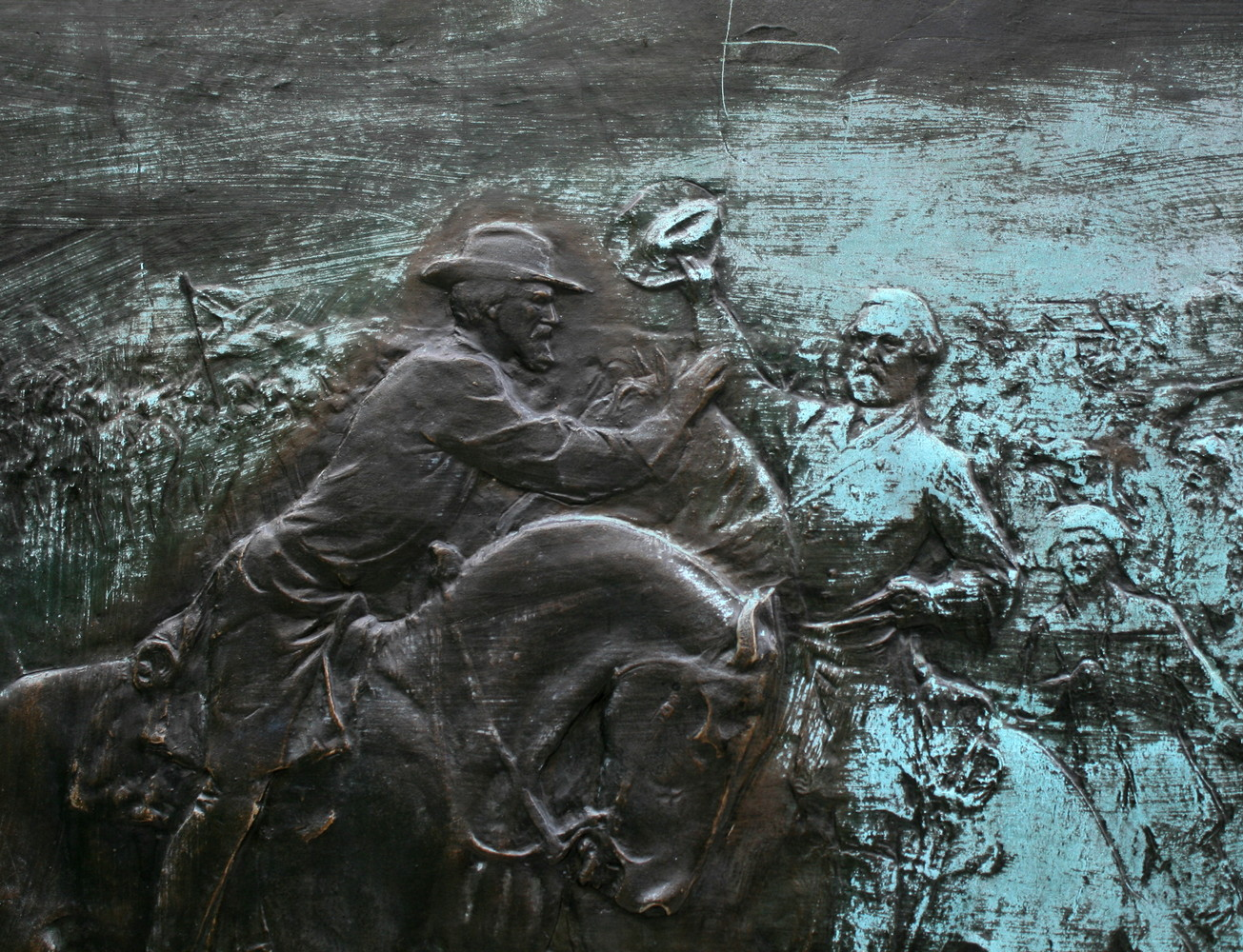
Гордон останавливает Ли. Барельеф на постаменте статуи Гордона у капитолия Северной Каролины.

В тот момент, когда он повернул назад, северяне дали залп по линии Гордона, и Гордон приказал атаковать. Участник вспоминал, что в тот момент не слышно было никаких боевых криков, линия пошла в бой молча, с упрямыми лицами и стиснутыми зубами. Справа шли три полка Эванса, слева бригада Хоффмана. Они бросились на захваченную федералами резервную линию траншей и сразу захватили в плен бригадного командира Брауна. Северяне вспоминали, что люди Гордона «дрались, как черти». Расстроенные полки Хэнкока стали отходить. Федеральная бригада Гриффина в это время вела бой с бригадой Лэйна и, когда на их правом фланге стал отступать II корпус, они открыли фланговый огонь по линии Гордона, но их положение становилось всё более опасным и Гриффин приказал отходить. На помощь Лэйну пришли бригады Скейлса и Томаса, и под их совместным ударом вся федеральная дивизия Поттера стала отходить. Бернсайд снова потерпел неудачу. Он так и не смог послать в бой все три свои дивизии, как требовал Грант, и кратковременный успех Гриффина не был развит. Впоследствии Гриффин утверждал, что его атака спасла II корпус от разгрома. Бернсайд рекомендовал Гриффина к повышению.
Атака Гордона и отчаянное сопротивление Лэйна спасли положение на правой стороне «подковы мула». Корпус Хэнкока на этом направлении был отброшен назад, и части Бернсайда тоже отошли и перешли к обороне. Однако, ситуация на левой стороне «подковы» оставалась критической.

#### Контаратака Рамсера

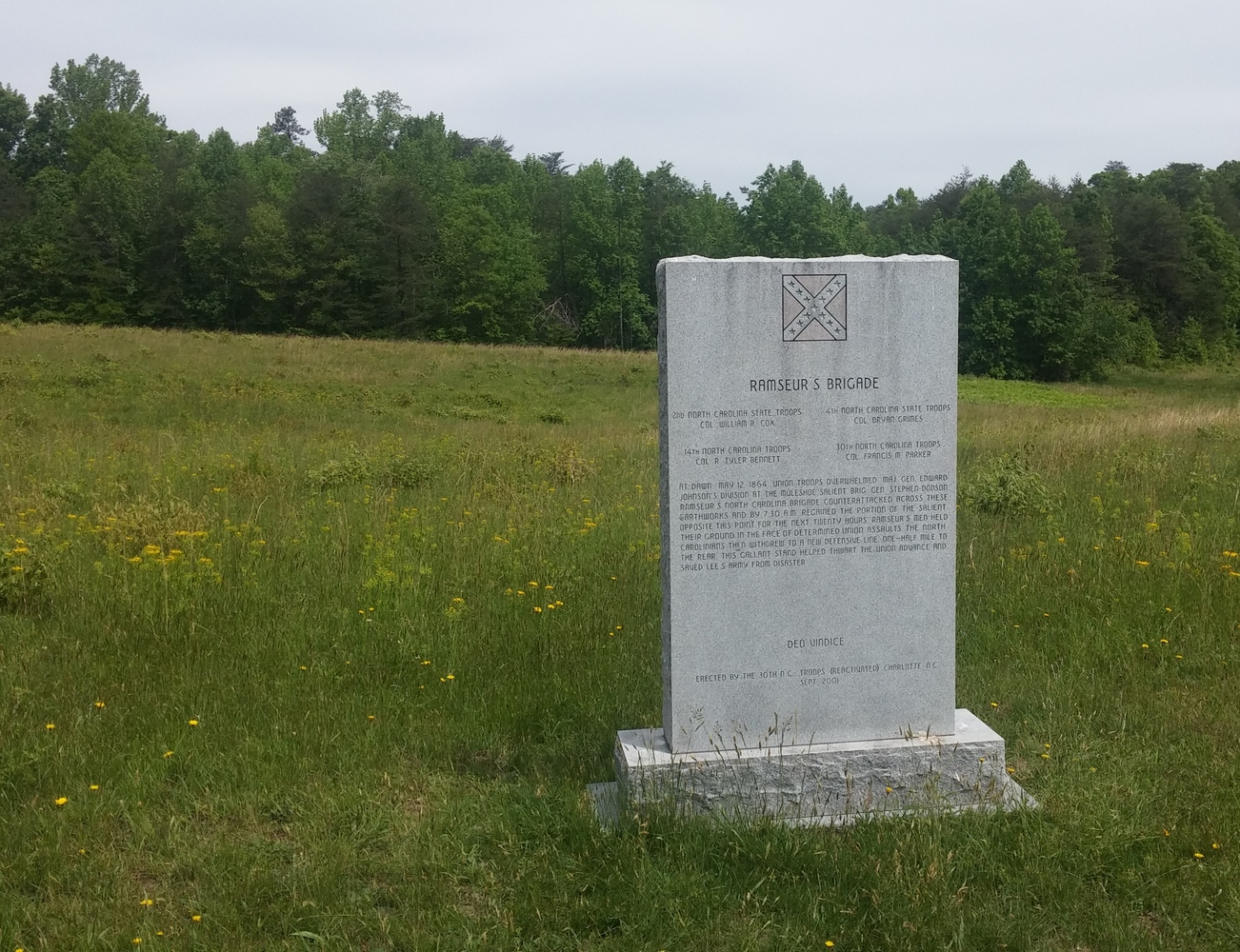
Памятник бригаде Рамсера

На западной половине «подковы» дивизии Бирни и Мотта сумели опрокинуть бригады Монагана и Уокера и захватить часть второй линии, где из последних сил держалась бригада Дэниела и несколько полков бригады Эванса. Левее в линии стояли бригады Рамсера и Баттла. Их решено было снять с позиции и бросить в контратаку, а генерал Кершоу обещал занять траншеи, оставленные Рамсером и Батлом. В это время генерал Юэлл находился неподалёку, пытаясь остановить бегущие полки дивизии Джонсона. Он кричал на них, осыпал их проклятиями и издевательствами, а затем даже начал бить их по спине шпагой. Генерал Ли, наблюдавший эту сцену, попросил его быть сдержаннее. «Как вы можете контролировать этих людей, если не контролируете себя самого?», спросил он Неадекватное поведение Юэлла заставило генерала Ли усомниться в его способности командовать корпусом.
Первой пошла в бой алабамская бригада Каллена Баттла. Решительной атакой ей удалось отбить южную часть второй линии траншей. Бригада Рамсера в это время строилась на поле западнее дома Маккула. Рамсер приказал атаковать и его бригада бросилась на расстроенные части Мотта и Бирни. В этот самый момент Рамсер был ранен в руку и сдал командование полковнику Брайану Граймсу. Под его руководством бригада, отбив вторую линию, подошла к первой, но оказалась в трудном положении. Федералы вели плотный огонь с обратной стороны траншей. Правый фланг бригады был открыт, а вся бригада оказалась под огнём со склона, который находился справа от неё (бывшей позиции Уокера). Граймс понял, что необходимо отбить склон на правом фланге и части его бригады бросились в бой, и прорвались до линии фермерской дороги, которая пересекала линию траншей. Ситуация стала критической для Мотта и Бирни и они запросили подкреплений.
Хэнкок в это время испытывал всё большее беспокойство. Он чувствовал, что будет отбит, если никто не присоединится к его наступлению. В 05:55, обеспокоенный успехом атаки Гордона и Рамсера, он попросил как можно быстрее ввести в бой корпус Райта. К 06:00 наступление Гранта полностью выдохлось; корпус Бернсайда залёг под обстрелом и не двигался с места, Хэнкок был связан атакой Гордона, а бригады Баттла и Рамсера постепенно отбивали участки западных траншей. «Гордон, Роудс и Рамсер стали героями того дня», писал потом адъютант Ли, полковник Венейбл.

#### Атака Райта

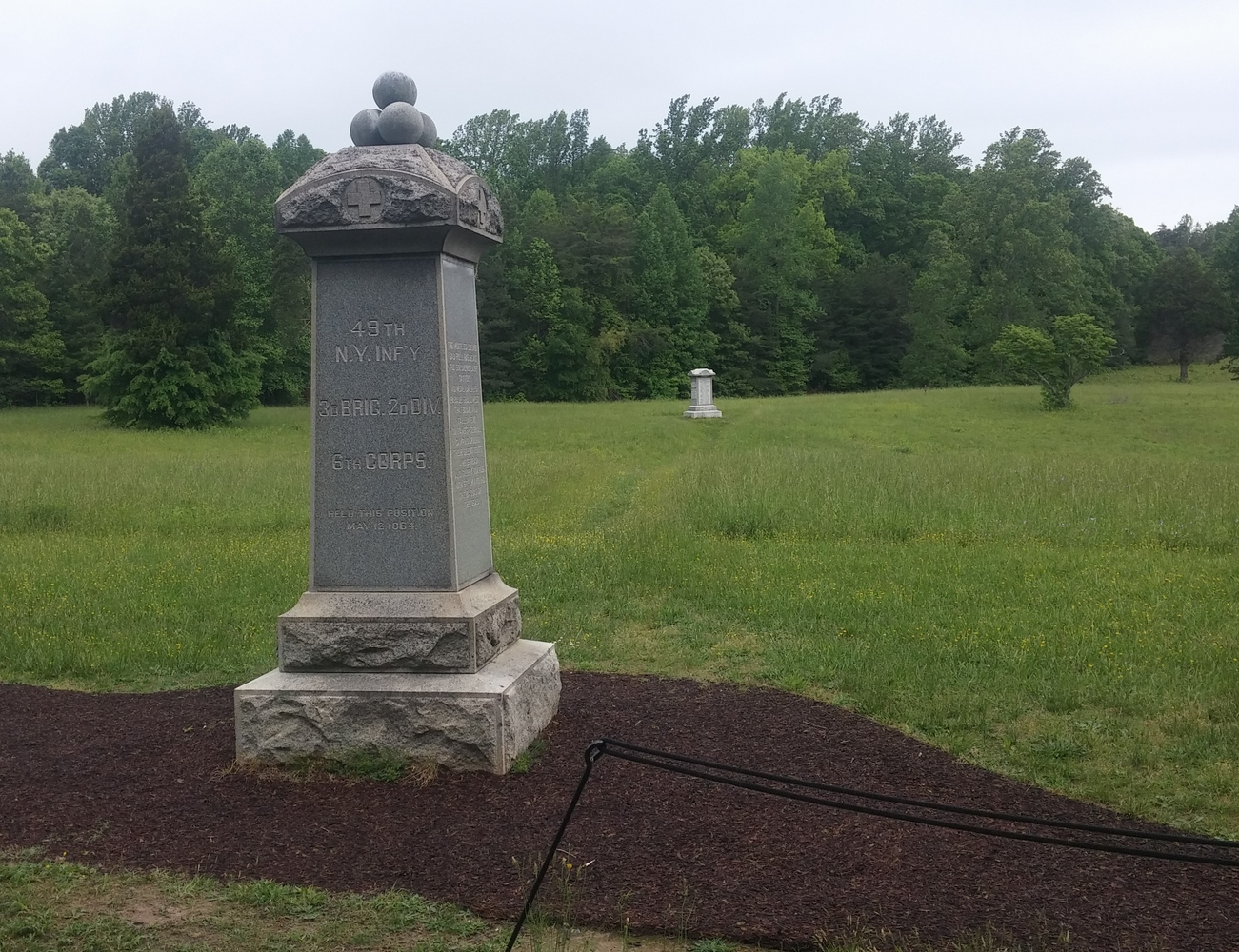
Памятник 49-му Нью-Йоркскому полку на участке атаки Райта (2017).

Атака II корпуса была остановлена, но у Гранта оставались ещё два незадействованных корпуса — V и VI. Вскоре после 06:00 Грант приказал Райту атаковать и одновременно приказал Бернсайду действовать активнее на своём участке. Две дивизии Райта (Рикеттса и Рассела) находились далеко в тылу, но дивизия Томаса Нейла была удобно расположена у дома Брауна. По приказу Нейла вперёд пошла бригада Оливера Эдвардса, а за ней бригада Фрэнка Уитона. Эдвардс атаковал участок траншей, где держались остатки дивизий Мотта и Бирни — от линии фермерской дороги вправо, до участка Эксельсиорской бригады. Сзади подошла бригада полковника Бидвелла, часть которой встала позади Эдвардса, а два полка (49-й и 77-й Нью-Йоркские) встали левее. В это время бригада Уитона вышла к позициям южан ещё южнее, правее полков Бидвелла. Противник на этом участке был полностью готов к обороне и наступающая бригада Уитона сразу же была остановлена плотным огнём бригад Баттла и Рамсера.

#### Бой за «Кровавый угол»

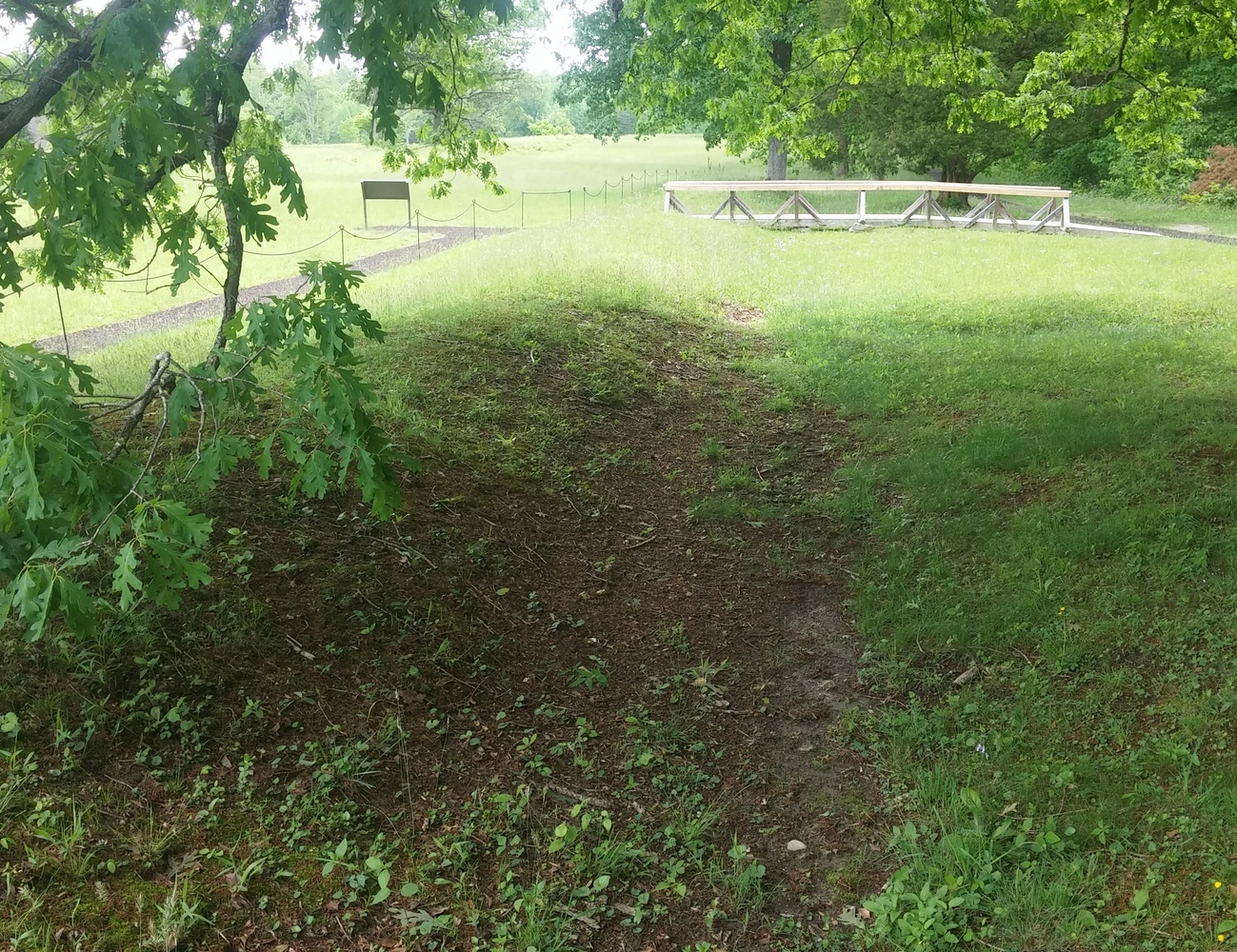
Траншеи «Кровавого Угла» в наше время (2017).

К 07:00 положение на поле боя пришло к равновесию: Гордон и Уилкокс сдерживали федеральные дивизии Бэрлоу, Гиббона и Портера на восточной стороне угла. На западной стороне дивизии Бирни и Мотта перестреливались с северокаролинцами Рамсера. Грант решил вырвать инициативу и бросил в бой бригады Эдвардса, Бидвелла и Уитона. Ли угадал его намерения и подтянул на опасный участок подкрепления: два полка бригады Уоффорда подошли на усиление бригад Баттла и Дэниела. Генерал Махоун прислал миссисипскую бригаду Харриса, которая одолела 4 мили и к 7 часам утра прибыла на позицию. Вместе с ним подошла алабамская бригада Перрина. Так как генерал Юэлл вёл себя странно, Гордон принял на себя командование и приказал алабамцам атаковать. Они прошли через двор дома Маккула и атаковали федералов правее позиции Рамсера. Под плотным огнём порядки бригады расстроились, погиб генерал Перрин, но бригада прорвалась к траншеям. Вслед за ней подошла бригада Харриса. Генерал Ли снова вызвался возглавить атаку, но генерал Харрис попросил его отойти в тыл. Миссисипцы вышли к траншеям, где из последних сил держалась бригада Рамсера и заняли её место и соседний справа участок.
Атака Харриса произошла примерно в 08:00. Федеральный генерал Нейл запросил подкреплений. Хэнкок отправил к нему бригаду Брука, которая прибыла на место к 09:00. Затем Хэнкок приказал бригаде Льюиса Гранта сняться с позиции на восточной стороне угла и идти на усиление Нейла. В то же время к дому Маккула подошла южнокаролинская бригада Самуэля Макгоуэна. Она пошла в бой, но сразу начала нести тяжёлые потери. Был ранен генерал Макгоуэн, затем заменивший его полковник Брокман, и командование перешло к полковнику 14-го Южнокаролинского, Джозефу Брауну. Понимая, что выживание бригады зависит от быстрого захвата вершины «угла», Браун бросил в атаку 1-й и 13-й Южнокаролинский, которые сумели отбить угол. Эта атака заставила отступить федеральную Эксельсиорскую бригаду, что сразу сделало уязвимой позицию бригады Эдвардса. Но в 09:30 на помощь федералам подошла дивизия Рассела.

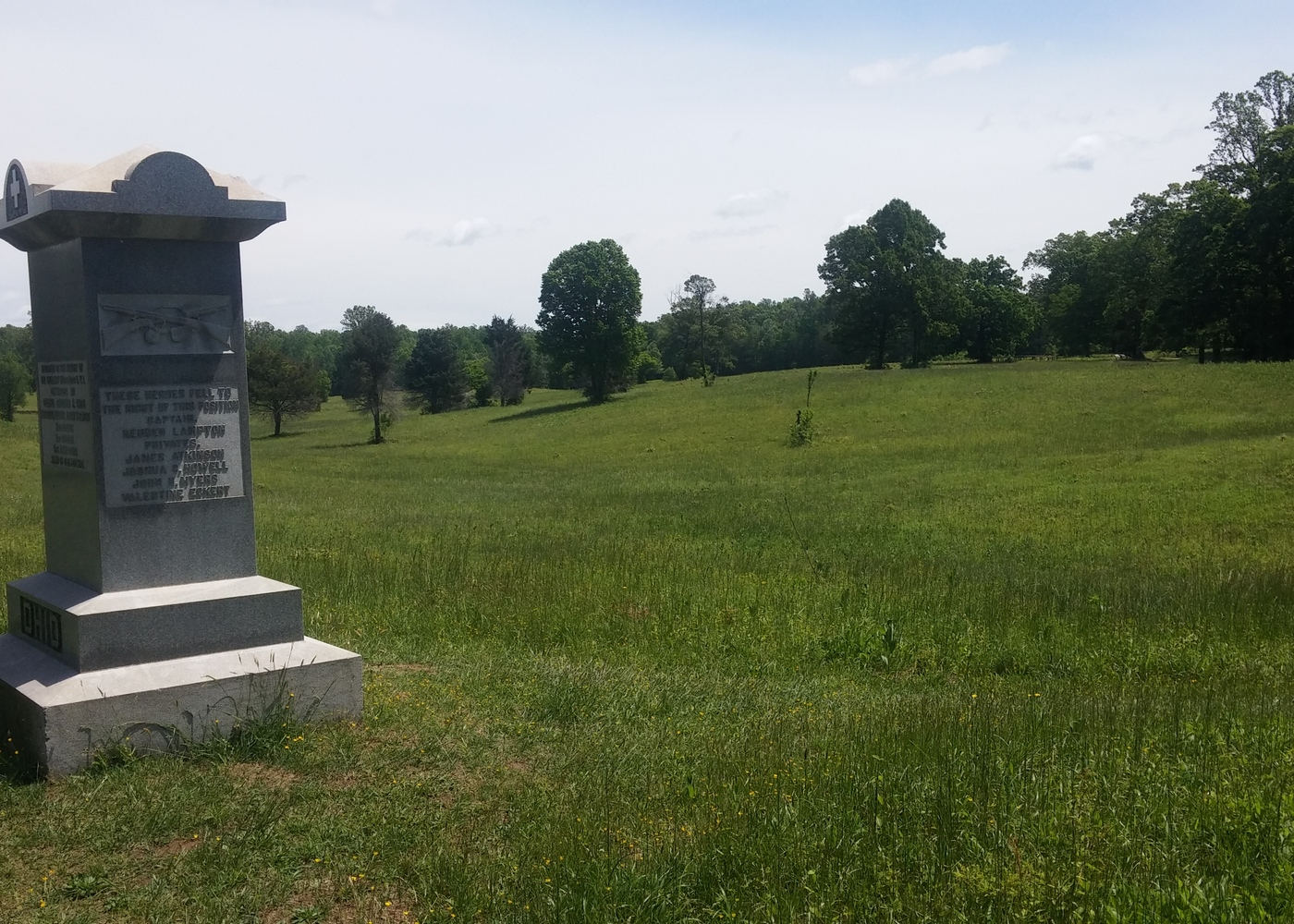
Низина, через которую наступала дивизия Рассела.

Ещё утром четыре бригады Рассела (Аптона, Брауна, Эстиса и Кросса) были перемещены к дому Шелтона, на то самое место откуда 10 мая Аптон начинал свою атаку. Инспектор дивизии сказал Аптону: «Мы теряем этот день. Батарея, которую вы захватили 10-го, теперь ведёт огонь справа, а корпус, вместо того, чтобы её атаковать, смещается влево». Аптон хорошо знал это место и тоже полагал, что необходимо ликвидировать батарею, но приказы требовали от него наступать прямо к западной стороне «Подковы». Полки Аптона спустились в низину к западу от «Кровавого угла» — напротив позиций бригады Харриса. Никто не руководил их развёртыванием: генерал Райт находился в тылу, а Мид и Грант ещё дальше. Федеральные бригады шли без всякой координации, не понимая цели своего наступления. Аптон приказал своим полкам атаковать, и они бросились в бой с тем же энтузиазмом, что во время атаки 10 мая. Как только 5-й Мэнский вышел из низины, он попал под залп с фронта и флангов. Аптон послал в бой 95-й Пенсильванский, но и тот залёг под плотным огнём. Следом пошёл 49-й Пенсильванский, но и он начал сразу нести потери. Аптон понял, что недооценил позицию противника и отвёл полки обратно в низину.
Вслед за Аптоном наступала бригада Эстиса. Она прошла правее Аптона, но так же забуксовала перед укреплениями. Бригада Бидвелла решила помочь Аптону, но в итоге две бригады перемешались в общую массу. Бригада Эдвардса стояла левее Аптона, а бригада Уитона правее, затем подошли бригады Гранта и Брука, и в итоге 6 федеральных бригад вели сосредоточенный огонь по позициям бригад Рамсера, Харриса, Перина и Макгована. К пехоте присоединилась батарея Джилиса: орудие Ричарда Меткалфа встало у самых траншей и открыло по противнику огонь шрапнелью почти в упор. Миссисипцы атаковали орудие, но были отброшены. Вскоре однако были перебиты все лошади и почти все артиллеристы и к орудиям встали рядовые 5-го Висконсинского полка. Вскоре кончились боеприпасы и орудие пришлось бросить прямо на позиции. Мид приказал подвести ещё батареи, но почти каждая попытка заканчивалась гибелью артиллеристов. Южане также понесли потери, особенно в офицерском составе. Многие подразделения остались вообще без офицеров и сражались самостоятельно, без приказов, инстинктивно принимая решения.

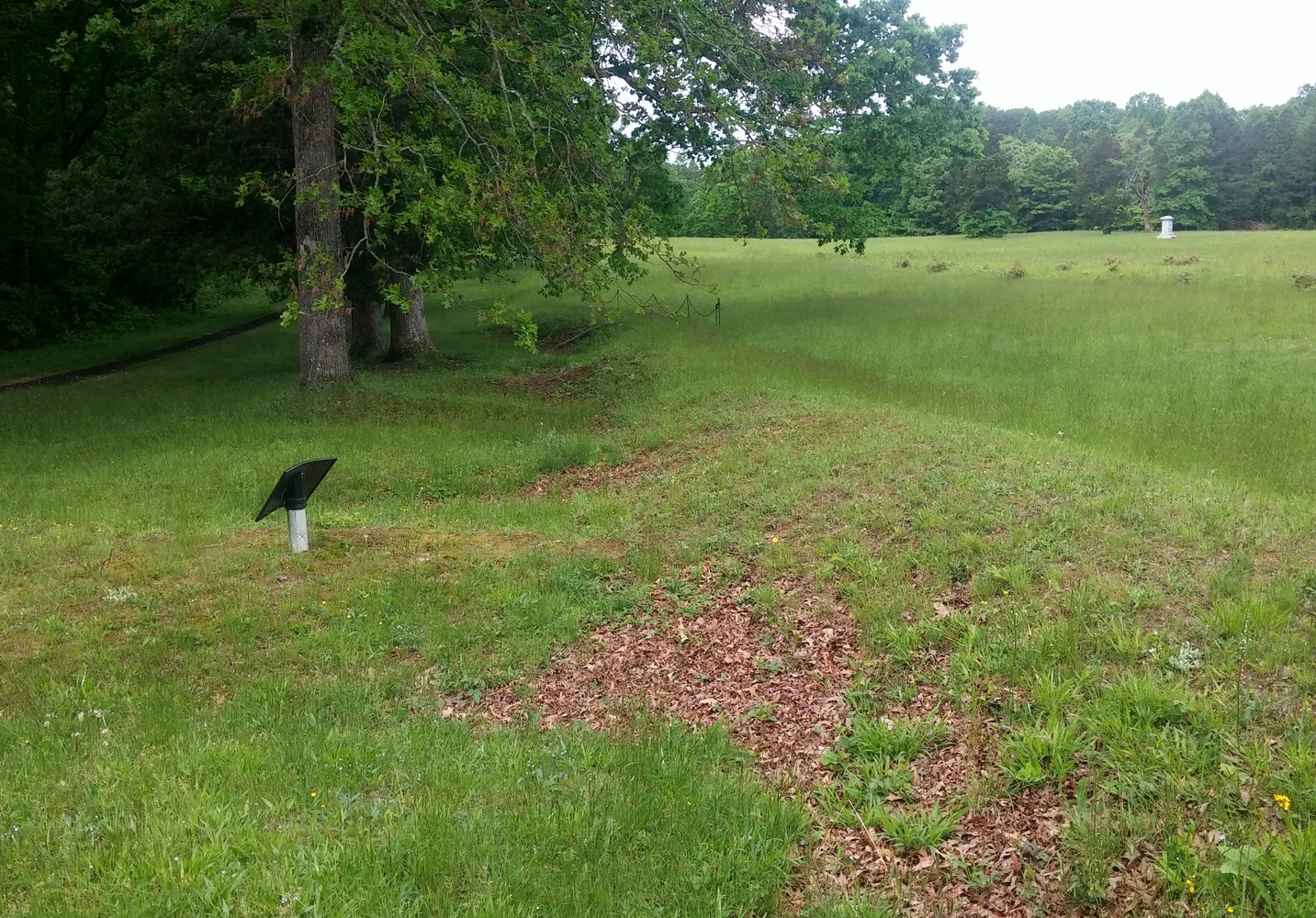
Северный край «Кровавого угла» в наше время. (2017)

В 10:00 Рассел бросил в бой свои последние силы — нью-джерсийскую бригаду Брауна. Они пошли в атаку немного южнее Кровавого Угла, точно туда, где атаковал Аптон 10 мая. 12-й, 2-й и 3-й Нью-Джерсийские полки наступали в первой линии, а 4-й, 10-й и 15-й во второй. Первая линия сразу стала нести потери и разваливаться, но вторая линия устояла, дала возможность первой отойти, переформироваться, и атаковать повторно. Нью-Джерсийцы прорвались за линию засеки и местами ворвались в траншеи, но развить успех не удалось. Бригада отошла и более в сражении не участвовала. Некоторые полки бригада потеряли до половины личного состава. Было 10:30, и победа ускользала из рук Гранта. Он понял, что бросать к Кровавому углу новые части бессмысленно и именно в этот момент им был отдан приказ корпусу Уоренна — в очередной раз атаковать Лоурел-Хилл.
Между тем генерал Ли понял, что удерживать «Подкову» любой ценой не имеет смысла и приказал уцелевшим рядовым дивизии Джонсона построить ещё одну оборонительную линию у основания подковы. Пока линия строилась, надо было сдержать противника. От этого зависело выживание всей армии. Между тем в 11:00 в наступление на «Подкову» пошла последняя незадействованная дивизия VI корпуса — дивизия Рикеттса. Первой пошла в бой бригада полковника Джона Шолла, которая подошла к «углу» на 100 метров и вела огонь, пока не израсходовала боеприпасы.
Около 15:00, после провала атак Бернсайда и Уоррена, Грант решил усилить Райта двумя дивизиями Уоррена и ещё раз атаковать Кровавый Угол, при этом усилив нажим со стороны Хэнкока и Бернсайда. Вскоре после трёх часов дня к корпусу Райта прибыла дивизия Катлера, но Райт поступил вопреки замыслам Гранта: вместо того, чтобы послать дивизию в бой целиком, он разбросал её по слабым участкам своего корпуса. В 17:00 подошли бригады Эйрса и Швейцера, уже утомлённые переходом. К этому моменту Райт уже сомневался, что его сил достаточно для атаки. В 17:10 он прямо заявил Миду, что не верит в её успех и что Хэнкок с ним согласен. Вскоре после 18:00 Грант отменил атаку и приказал Райту вернуть обратно две дивизии корпуса Уоррена. Армии было приказано занять оборонительную позицию и быть готовой к отражению возможной атаки. Но перестрелка у Кровавого Угла всё ещё продолжалась, бригады Рамсера, Перрина, Харриса и Макогована к этому моменту вели бой уже 12 часов. После заката перестрелка стала затихать. Федеральные бригады Аптона и Бидвелла отошли, оставив на позициях только бригаду Эдвардса.

#### Бой за «Угол Хета»
К 14:00 ситуация у «Кровавого угла» стала тупиковой, и обе стороны стали искать альтернативные ходы. Ещё в 10:00, когда Рассел уже бросил в бой все бригады, и Уоррен послал в бой свой корпус, генерал Грант несколько раз в жёсткой форме потребовал от Бернсайда решительного наступления. В результате около 14:00 Бернсайд послал дивизию Уилкокса в наступление на выступ траншей, известный как «угол Хета». В то же самое время и Ли обнаружил, что левый фланг противника открыт и послал в наступление бригады Лэйна и Вейсигера. Эти две бригады атаковали фланг Уикокса как раз в тот момент, когда Уилкокс начал наступление. Южане опрокинули бригады Хартранфта и Крайста, но из-за общей неразберихи были вынуждены отступить. В этом бою Лэйн потерял 470 человек, а Вейсигер 250. Их было слишком мало, чтобы разбить три дивизии корпуса, но во всяком случае они сорвали атаку Бернсайда. Чуть позже Ли решил повторить попытку, но разведка показала, что северяне начали укреплять фланг траншеями. Бригады Вейсигера и Кука атаковали траншеи: бригадам удалось захватить участок траншей, продержаться там до темноты, после чего они отошли. Генерал Эрли убедился, что федеральный фланг стал неприступен.

#### Последняя атака Уоррена

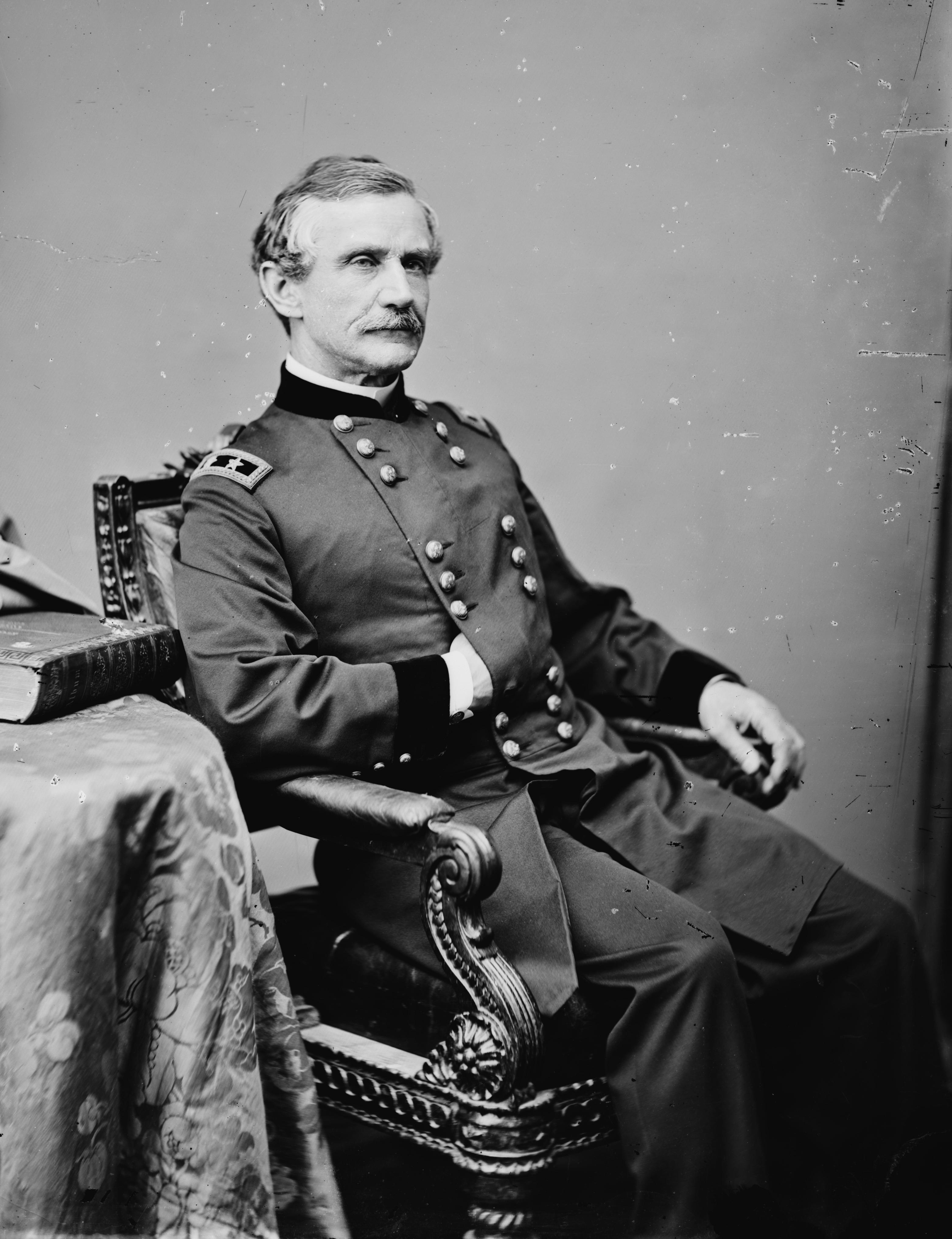
Генерал Хэмфрис, который осуществлял надзор над корпусом Уоррена.

Утром 12 мая V корпус Уоррена занимал позицию от Брок-Роуд до реки По. Ему противостояла бригада Чарльза Филда, окопавшаяся на высоте Лоурелл-Хилл. В 05:00 Уоррену сообщили, что Хэнкок прорвал оборону противника, и Уоррен приказал Кроуфорду быть готовым к наступлению. В 06:00 у Хэнкока начались проблемы и Уоррену передали, что VI корпус готовиться наступать и он сам должен присоединиться к наступлению. В 07:30 Мид сообщил Уоррену, что у Райта проблемы на правом фланге и он нуждается в помощи. Уоррен отправил Райту бригады Бартлетта и Китчинга, но спешил бросать весь корпус в наступление. В отличие от командования он вовсе не был уверен в том, что Ли ослабил позиции на Лоурел-Хилл.
В 08:00, когда началась атака Перрина и Харриса, и Мид приказал Уоррену атаковать всеми силами, которые возможны. Но Уоррен был категорически против. За несколько дней боёв он уже понял, что Лоурелл-Хилл нельзя взять лобовой атакой. Мид придерживался того же мнения, но на него давил сверху Грант, поэтому он был вынужден повторить приказ. Повинуясь этому приказу, Уоррен в 08:15 послал в бой часть бригады Швейцера. Это была уже 14-я или 15-я неудачная атака, поэтому рядовые шли в бой крайне неохотно. Некоторые просто отказались покидать траншеи. 62-й Пенсильванский и 32-й Массачусетский дошли до дома Спиндла, но были отброшены в беспорядке и с тяжёлыми потерями. Массачусетский полк потерял 103 человека из 190. Уоррен отозвал атаку, сообщив Миду, что не может наступать из-за открытости левого фланга. Его оценка ситуации была вполне реалистичной, но Мид, раздражённый неудачей II корпуса, пришёл в ярость и стал подозревать Уоррена в уклонении от боя. Он отправил Эндрю Хемфриза наблюдать за положением V корпуса. Хемфрис объяснил Уоррену всю важность наступления и что будущее Уоррена зависит от этого дня. Он рекомендовал Уоррену не останавливаться даже перед штыковой атакой и сказал, что Мид принял на себя ответственность и ответит за все последствия.
Уоррен вынужден был уступить и приказал дивизиям Гриффина, Кроуфорда и Катлера наступать, не думая о последствиях. Дивизия Гриффина вышла на поле фермы Спиндла и сразу же была опрокинута встречным залпом. Катлер наступал правее двумя линиями: бригады Брэгга и Робинсона в первой линии и бригады Лилля и Флоулера во второй. Отступление Гриффина открыло левый фланг, а задерка Кроуфорда — правый, и в итоге дивизия оказалась под огнём с фронта и флангов. Первая линия наступала на позиции джорджианской бригады Ду Босе. Первая линия оказалась прижата огнём к земле, затем подошла вторая и несколько раз атаковала позиции джорджианцев, но всякий раз безрезультатно. Офицеры запросили у Катлера разрешения на отход, Катлер запросил Уоррена. Уоррен потребовал письменный запрос на отход, понимая, что придётся отвечать за это перед командованием.
Дивизия Кроуфорда атаковала позиции бригады Перри. «Хуже ещё не бывало положения, — вспоминал участник-северянин, — но оно могло стать хуже». Дивизия отступила, ничего не добившись, кроме потерь. Только 11-й Пенсильванский полк потерял 75 человек. Атака корпуса Уоррена окончилась бессмысленной бойней, как и предсказывал Уоррен. Одна дивизия Филда, усиленная укреплениями, смогла легко остановить целый федеральный корпус, почти не понеся потерь. Единственным ощутимым уроном стала гибель майора Кэмпбелла из 47-го Алабамского полка. На памяти рядовых V корпуса этот день остался самым страшным днём войны. «Геттисберг — всего лишь перестрелка в сравнении с этим боем», утверждал один из участников.
Хемфрис признал, что атаки не имеют смысла и велел отступать. Мид продолжал негодовать, в 10:00 он доложил Гранту, что Уоррен как будто вообще не желает атаковать. Мид рекомендовал снять Уоррена с командования и передать корпус Хемфрису. Вместе с тем надо было как-то использовать V корпус. Было решено оставить на позиции одну дивизию Кроуфорда, а Гриффина и Катлера перебросить на усиление корпусов Райта и Хэнкока. На этом участие Уоррена в боях 12 мая завершилась. Его репутация понесла тяжелейший урон. Ещё 3 мая он был уверен, что у него неплохие шансы на повышение, и вот теперь он был на грани отставки. Грант сам сожалел о происходящем: он ценил Уоррена, но теперь решил, что тот не годится для корпусного командования. Грант был несправедлив: для Уоррена, как и для Хемфриса и офицеров V корпуса, было очевидно, что Лоурелл-Хилл взять невозможно.

#### Итоги дня
Генерал Хемфрис оценил потери II корпуса в 2043 человека, V корпуса — в 970, VI — в 840 и XI — около 1500. С учётом пленных и пропавших без вести федеральная армия по оценке Хемфриса потеряла 6 820 человек. Но рапорты показывают, что потери были гораздо выше. II корпус официально потерял 2537 человек, потери Бернсайда оцениваются в 2534 человека, а корпус Райта потерял более 1 000 человек. В целом, 12 мая федеральная армия потеряла около 9000 человек. Потери южан составили около 3 000 пленными (согласно отчёту провост-маршала, и около 2000 по оценкам Юэлла) и от 4 000 до 5000 убитых и раненых. Современные историки оценивают общие потери армии Ли в 8 000 человек. Вместе обе армии в этот день потеряли 17 000 человек. Особенно чувствительна для южан была потеря пленными — никогда ещё со времён атаки Пикетта армия не теряла пленными столько людей. Потери офицерского состава были ужасающи(по выражению Дугласа Фримана). В плен попали генерал-майор Джонсон и бригадный генерал Стюарт. Был убит бригадный генерал Эбнер Перрин, смертельно ранен Джуниус Дениел, серьёзно ранены бригадные генералы Джеймс Уокер, Самуэль Макгоуэн, Роберт Джонстон и Стивен Рамсер. Всего за 9 дней были убиты 5 генералов, 9 ранены и 2 попали в плен. Но и это было ещё не всё: в этот же день пришли известия о сражении при Йеллоу Таверн и смертельном ранении генерала Джеба Стюарта. Генерал Ли лишился своих самых способных офицеров. «Джексон погиб, Стюарт погиб, Лонгстрит ранен, Хилл болен, Юэлл полностью выведен из строя — все те люди, на которых он полагался, уходили один за другим. Он остался один», писал по этому поводу Дуглас Фриман.
Кроме того, в ходе своего рейда Шеридан повредил железную дорогу между Фредериксбергом и Ричмондом, а генерал Курц ещё 7 мая повредил дорогу Питерсберг — Велдон. Обе эти дороги обеспечивали поставки фуража и продовольствия. У Северовирджинской армии осталось запасов на несколько дней.

### 13 — 15 мая
Многие источники считают 12 мая последним днём сражения при Спотсильвейни; именно такая хронология присутствует у Гордона Реа и в Вирджинской энциклопедии. Вместе с тем, иногда к сражению относят так же события с 13 по 21 мая. Френсис Кеннеди называет последним днём сражения бой у Харрис-Фарм 19 мая.

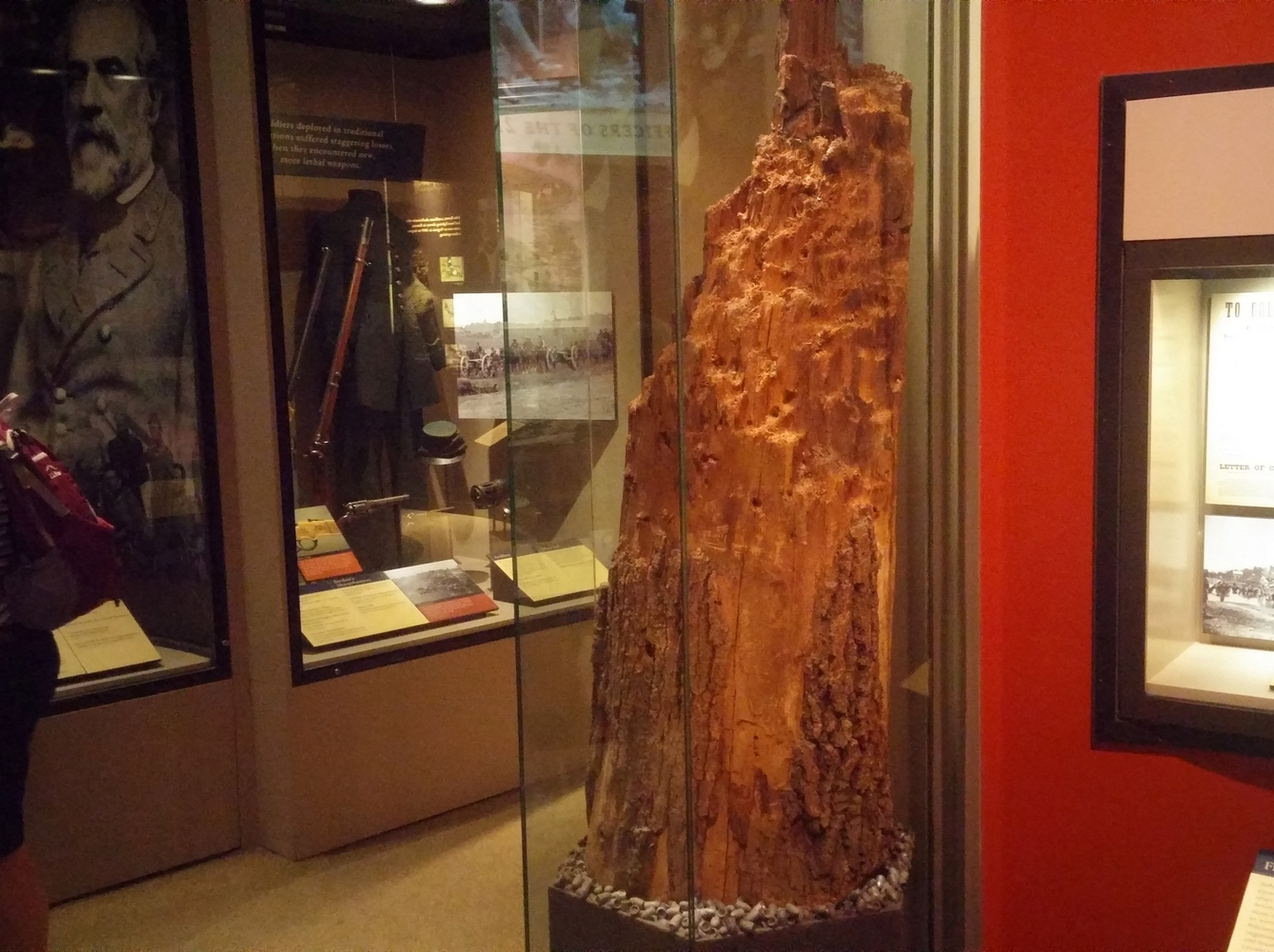
«Пень из Спотсильвейни» в Смитсониановском музее американской истории.

13 мая, около 2 часов ночи, неожиданно рухнул дуб, который рос немного западнее «Кровавого угла». Оказалось, что его ствол, толщиной около 55 сантиметров (22 дюйма), был полностью измочален федеральными пулями. После сражения генерал Нельсон Майлз передал обломок этого дуба в артиллерийский музей. В 1888 году дуб был передан в Национальный музей американской истории. Этот же дуб (толщиной 22 дюйма) упоминается в рапорте Макгована, но согласно рапорту он рос позади позиций южнокаролинской бригады и упал в полночь, травмировав несколько рядовых 1-го Южнокаролинского полка. Гордон Реа писал, что почти каждое федеральное подразделение в районе Угла утверждало потом, что именно его огнём был свален этот дуб.
В 03:00 (по Фриману — около полуночи) был отдан приказ отступить ко второй линии обороны. Армия отходила в идеальном порядке; по отданной шёпотом команде одни части отходили назад, а оставшиеся занимали их место и создавали видимость присутствия армии. К рассвету последние подразделения покинули «подкову». Вторая линия совершенствовалась всю ночь, Ли и Юэлл лично наблюдали за работами, напоминая строителям, что судьба армии зависит от того, успеют ли они завершить всё к рассвету.
На рассвете северяне пробрались к траншеям противника, но нашли там только горы трупов. В 17:30 Райт сообщил Миду, что занял Кровавый Угол. Грант пытался выяснить, куда именно ушёл Ли и не надо ли срочно организовывать преследование. Стрелковая цепь Хэнкока выдвинулась вперёд за дом Маккула и встретила пикетную цепь южан. К 06:00 Грант понял, что корпуса Андерсона и Эрли остались на своём месте, а отступил только корпус Юэлла. В 07:30 отряд Самуэля Кэрола совершил пробную атаку, прорвался за пикетную цепь и выявил основную линию противника. Кэррол при этом получил ранение в руку и покинул поле боя. К 10:30 Хэнкок выяснил, что противник занимает сильную линию укреплений, идущую по небольшому хребту, все подходы к которой ведут по открытой местности.

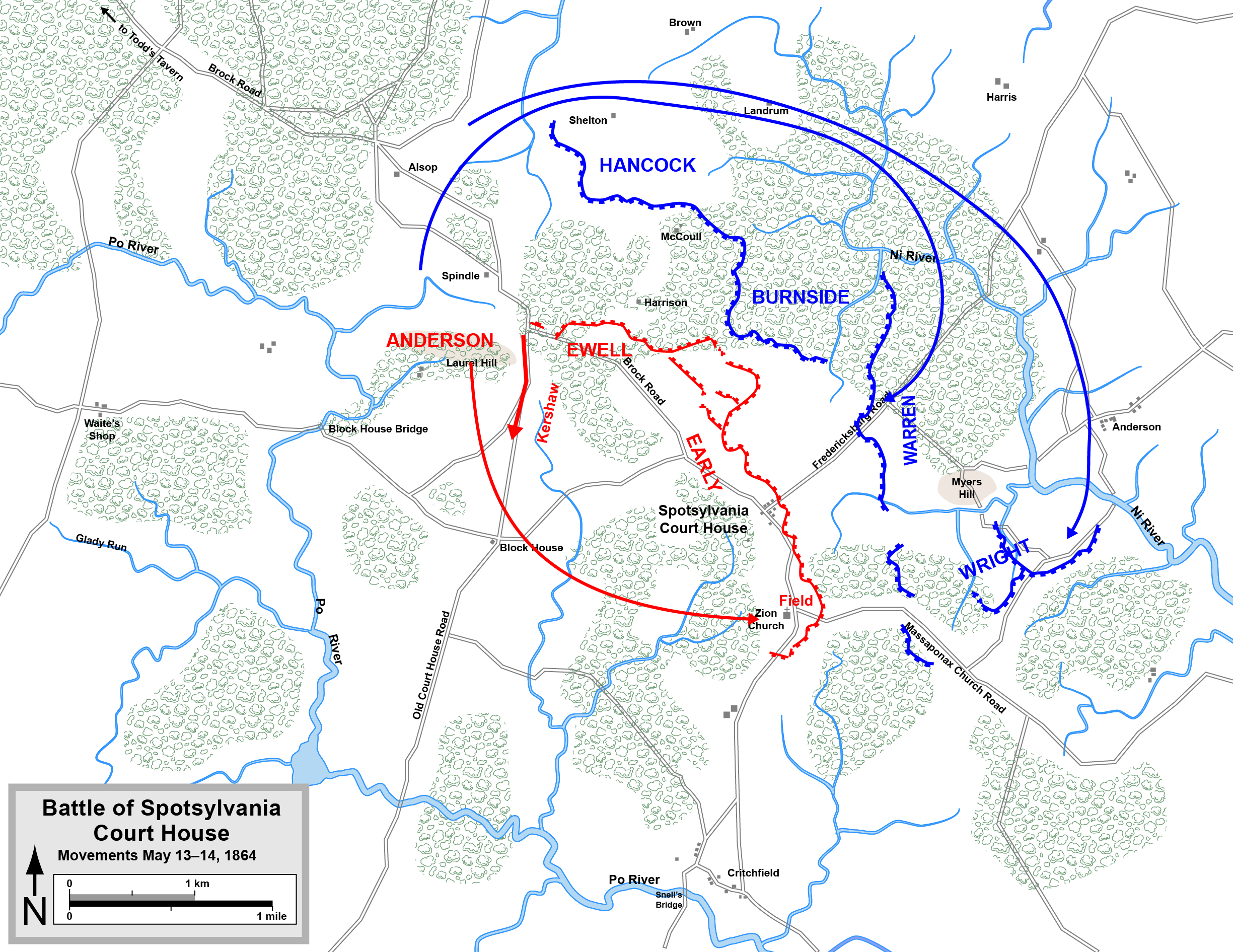
Манёвры 13 — 14 мая

Днём Грант решил провести перегруппировку, чтобы утром 14 мая, в 04:00, атаковать правый фланг противника. По его приказу корпус Уоррена после захода солнца снялся с позиций на правом фланге и отправился на дальний левый фланг. Корпус Райта шёл вслед за ним. «Нам предстояло маршировать всю ночь, — писал потом Вашингтон Роблинг (адъютант Уоррена), — чтобы встать левее Бернсайда в незнакомой местности, в египетской темноте и по колено в грязи, а потом атаковать позицию, которую мы никогда ранее не видели». Проведя ночь в грязи на марше, корпус вышел к Фредериксбергской дороге к утру, но из-за ливня и усталости был не готов атаковать правый фланг противника согласно плану. Грант скорректировал планы, поручив корпусу занять как минимум холм Миера на западном берегу реки Ни.
Утром 14 мая Грант послал два полка при поддержке бригады Аптона в атаку на холм, который удерживала кавалерийская бригада Чемблисса. Чемблисс отступил и федералы заняли высоту. Бригада Аптонастала возводить на холме укрепления. Эрли решил отбить холм силами бригад Райта и Харриса. Днём, когда шёл сильнейший ливень, Мид прибыл на холм для совещания с Горацио Райтом в доме Миера. Было около 16:00. Неожиданно раздалась стрельба, в дом попало несколько пуль, и показались пехотные линии южан. Мид и Райт едва успели уйти. Бригада Аптона оказалась под угрозой окружения и отступила с холма. Южане заняли холм, но было ясно, что удержать его не получится, и Эрли приказал отступить. Когда в конце дня подошли две федеральные дивизии, холм уже был пуст.
Сильный ливень, который начался 13 мая, не затихал до 17 мая, и по этой причине серьёзные войсковые операции стали невозможны. Северовирджинская армия отдыхала, а Ли наводил порядок в офицерском составе. Он слегка переформировал разбитую дивизию Джонсона и передал её Джону Гордону, которого произвёл в генерал-майоры задним числом от 12 мая. Найти замену Стюарту Ли не смог и временно оставил кавалерийский корпус под своим личным командованием. Военный департамент предложил вернуть в армию Лафайета Мак-Лоуза, но Ли решил, что дивизионные командиры I корпуса хорошо справляются со своими обязанностями и попросил отменить вызов Маклоуза. Кроме того, он взял на себя всю ответственность за гибель дивизии Джонсона, чтобы пресечь возможные толки.
Ситуация с продовольствием некоторое время оставалась тревожной. 14 мая у армии оставалось запасов продовольствия всего на 3 дня. Но утром 15 мая железная дорога была восстановлена и продовольствие стало поступать в достаточном количестве. В тот же день пришли сообщения о том, что генерал Брекинридж разбил северян в сражении при Нью-Маркет в долине Шенандоа и тем ликвидировал угрозу флангу армии Ли.

### 17 — 19 мая. Финальные атаки
17 мая дожди прекратились и Грант решил предпринять ещё одну попытку прорыва. После захода солнца он отправил корпуса Хэнкока и Райта обратно к «Подкове мула», чтобы атаковать корпус Юэлла на следующее утро. У Гранта было 22 000 человек против примерно 6 000 человеку Юэлла. На рассвете 18 мая началась атака, но южане были полностью к ней готовы. За 5 дней они тщательно укрепили свою оборонительную линию. Как только федералы подступили к линии засеки, 29 орудий батальона Лонга открыли огонь картечью и шрапнелью. Федеральная пехота несколько раз поднималась в атаку и всякий раз безуспешно. Пехота Юэлла так и не приняла участия в бою; артиллерия справилась без неё. За этот недолгий бой южане потеряли всего 30 человек, а северяне более 500. По словам Дональда Пфанца, этот случай наглядно показал на что способна сконцентрированная артиллерия и позволяет представить, что могло бы произойти 12 мая, если бы корпусная артиллерия вернулась на позиции на 10 минут раньше.
Вечером того же дня корпуса Хэнкока и Райта отступили обратно за реку Ни и Фредериксбергскую дорогу. Генерал Ли поручил Юэллу выявить новую позицию этих корпусов и Юэлл решил задействовать весь свой корпус. Он полагал, что федералы всё ещё стоят у «подковы», поэтому отправил корпус в долгий фланговый марш по Брок-Роуд. Он взял с собой 6 орудий батальона Брэкстона, но состояние дорог было таково, что уже через пару километров он вернул орудия назад. Юэлла часто осуждали за это решение, но в нём был смысл: он не смог бы переправить орудия за разлившуюся реку Ни, а если бы и смог, то едва ли переправил бы их обратно во время отступления.

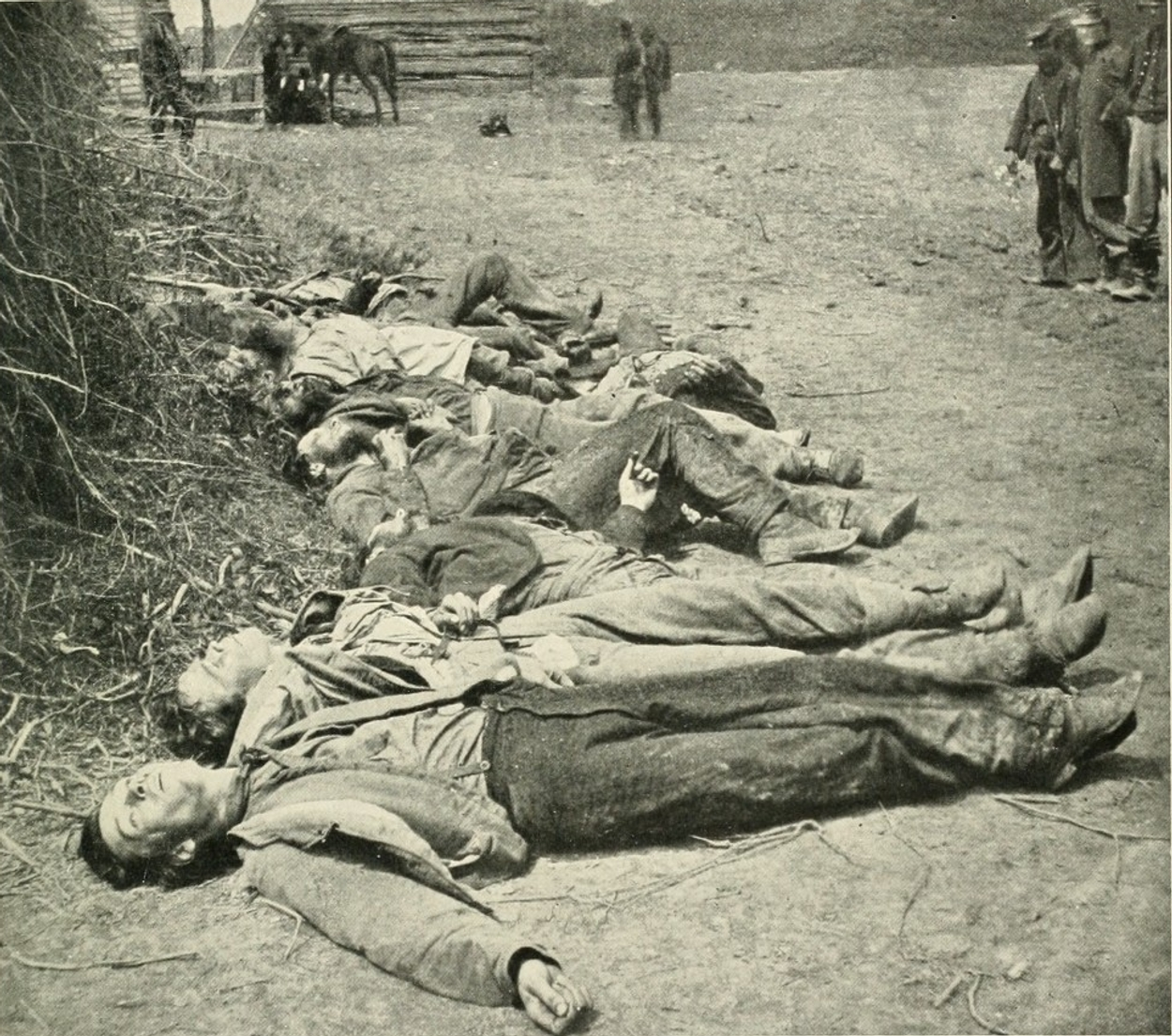
Южане, погибшие в сражении у Харрис-Фарм 19 мая.

Юэлл вышел к Фредериксбергской дороге в конце дня 19 мая и у Харрис-Фарм встретил федеральную армию. Он развернул дивизию Роудса на правом фланге, а дивизию Гордона — на левом. Юэллу противостояла бригада Роберта Тайлера, сформированная из бывших артиллеристов. Это были неопытные новобранцы, но их подразделения были полностью укомплектованы, и некоторые полки насчитывали 2000 человек, поэтому они превосходили Юэлла численно примерно на треть. Рамсер первый атаковал противника: один из батальонов 1-го Массачусетского полка тяжёлой артиллерии от первого же залпа потерял половину от 350 человек личного состава и запаниковал. «С ужасающим воплем наступала бригада Рамсера, проламывалась сквозь нас, ранила и убивала наших людей огнём в упор, — вспоминал потом очевидец, — …они шли по убитым и раненым, не отвлекаясь на захват пленных. Остатки батальона вынуждены были отходить назад, на вершину холма».
Несмотря на первоначальный успех, развить его на удалось. К полю боя подошли подкрепления — ветеранские полки дивизии Бирни. Рамсер отступил назад к основной линии дивизии. Дивизия Гордона также атаковала, но вскоре стала отступать, открывая фланг дивизии Роудса. Только бригадам Хоффмана, Дениела и Рамсера удалось остановить федеральную контратаку и сдерживать противника до наступления темноты.
Около 10:00 стрельба прекратилась, и южане отступили к траншеям у «подковы мула». Юэлл получил травму в бою и, вероятно, по этой причине плохо руководил отступлением. 472 человека были забыты на позиции и в итоге попали в плен. Юэлл потерял всего 900 человек, почти шестую часть своих сил. Северяне в бою у Харрис-Фарм потеряли 1500 человек. 1-й Массачусетский полк тяжёлой артиллерии насчитывал 1617 человек к началу боя и в этом бою потерял 53 человека убитыми, 297 ранеными, 27 пленными, и ещё 17 офицеров убитыми и ранеными. Это сражение стало последним в серии боёв у Спотсильвейни.

## Последствия
20 мая генерал Грант отправил корпус Хэнкока на юг, в направлении на Милфорд, надеясь, что Ли выйдет из укреплений и нападёт на изолированный корпус. Вслед за Хэнкоком на юг отправился корпус Уоррена, задачей которого было атаковать армию Ли на марше. Когда Ли не отреагировал на этот манёвр, Грант отправил следом и два остальных корпуса — Бернсайда и Райта.
Ли узнал о манёвре Гранта в тот же день, но точная информация была получена только утром 21 мая. Грант двигался на юг и юго-восток, но находился в безопасности за рекой Маттапони и мог так двигаться до её слияния с Поманки, и уже оттуда атаковать Ричмонд. Но из Милфорда Грант мог перейти Маттапони, и атаковать через реку Норт-Анна в направлении на Гановер-Джанкшен. Ли решил отступить за Норт-Анну. Там он мог бы отразить удар со стороны Милфорда, а если Грант пойдёт на юго-восток, то Ли сможет быстро переместиться к реке Поманки и оттуда прикрывать Ричмонд. Позиция на Норт-Анне была опасно близко к Ричмонду, и Ли предпочитал принять бой где-то между Спотсильвейни и Норт-Анной, но в этом случае часть армии Гранта могла бы прорваться к Ричмонду, а этого нельзя было допустить. Необходимость обороны Ричмонда более, чем его собственные желания определяли стратегию Ли по словам Фримана. В полдень Ли отдал приказ о начале передислокации. В это время он встретил генерала Хилла, который был ещё не вполне здоров, но решил принять командование своим корпусом ввиду ответственности манёвра. Ли дал согласие.

### Потери
Спотсильвейни стало 4-м крупнейшим сражением Гражданской войны по сумме потерь (27 399 общих потерь) после Геттисберга, Чикамоги и Чанселорсвилла, и вторым (после Геттисберга) по уровню потерь федеральной армии.
Настойчивость Гранта дорого обошлась армии. С 5 по 12 мая Потомакская армия потеряла, согласно официальным отчётам, 29 410 человек. Независимый корпус Бернсайда потерял ещё 4000. Итого было потеряно 33 000 человек или 28 % всей армии Гранта. Некоторые подразделения понесли особо тяжёлые потери. Корпус Хэнкока начал кампанию имея 27 000 человек, а к 13 мая в его составе осталось всего 16 000. Дивизия Мотта понесла такие потери, что была расформирована. Корпус Уоррена начинал кампанию, имея 24 000 человек, и в Глуши и при Спотсильвейни потерял 37 % своего состава. Корпус Седжвика-Райта понёс примерно такие же потери. Корпус Бернсайда в двух сражениях потерял примерно 25 % своего состава.
Северовирджинская армия потеряла с 7 по 12 мая около 12 000 человек и, таким образом, потери с начала кампании составили 23 000 человек, примерно треть всей армии. Потери пришлись в основном на корпус Юэлла, который начал кампанию, имея 17 000 человек, а к концу сражения насчитывал около 6000. Особо тяжелы были потери дивизии Джонсона. К началу кампании она насчитывала 6 000 человек, треть была потеряна в сражении в Глуши, а после боёв у Спотсильвейни осталось всего 1500 человек. Из бригадных генералов трое были ранены, а четвёртый попал в плен. Потери в знаменитой дивизии Джексона тяжело переживали в армии — это были опытные, хорошо тренированные солдаты, одни из самых боеспособных в армии.
Вместе с тем, остальные два корпуса понесли незначительные потери. Корпус Андерсона сражался в укреплениях и почти не пострадал, а Эрли понёс потери в основном во время сражения у Харрисон-Фарм. Поэтому генералу Ли в каком-то смысле повезло, что его потери всерьёз затронули только один корпус.
Точные цифры потерь сторон в битве при Спотсильвейни варьируются. В таблице приведены данные из разных известных источников:
| Источник                          | Союз   | Союз    | Союз                         | Союз        | Конфедерация | Конфедерация | Конфедерация                 | Конфедерация |
| Источник                          | Убитые | Раненые | Пленные/ Пропавшие без вести | Общее число | Убитые       | Раненые      | Пленные/ Пропавшие без вести | Общее число  |
| --------------------------------- | ------ | ------- | ---------------------------- | ----------- | ------------ | ------------ | ---------------------------- | ------------ |
| National Park Service             |        |         |                              | 18 000      |              |              |                              | 12 000       |
| Bonekemper, Victor, Not a Butcher | 2 725  | 13 416  | 2 258                        | 18 399      | 1 467        | 6 235        | 5 719                        | 13 421       |
| Eicher, Longest Night             |        |         |                              | 17 500      |              |              |                              | 10 000       |
| Esposito, West Point Atlas        |        |         |                              | 17-18 000   |              |              |                              | 9-10 000     |
| Fox, Regimental Losses.           | 2 725  | 13 416  | 2 258                        | 18 399      |              |              |                              |              |
| Trudeau, Bloody Roads South       | 2 725  | 13 416  | 2,258                        | 18,399      | 6,519        | 6,519        | 5,543                        | 12,062       |
| Young, Lee’s army                 |        |         |                              |             | 1 515        | 5 414        | 5758                         | 12 687       |

### Оценки
Действия генерала Гранта в период с 7 по 12 мая вызывают смешанные отзывы. Грант проявил исключительную решительность, упрямство, и настойчивость и смог до конца следовать своей стратегии: наступать, несмотря ни на какие потери и препятствия. Но, демонстрируя стратегические таланты, Грант оказался слаб, как тактик. У него было двойное численное превосходство и превосходство по качеству вооружения, но он не смог одержать решительную победу. Многие историки и современники считают причиной этого поступки Гранта. Грант часто действовал импульсивно, под влиянием момента, не думая о механизмах выполнения приказа и о возможных ответных шагах противника. Например, ночной марш к Спотсильвейни 6—7 мая был гениально задуман, но провалился при исполнении из-за нереалистичного тайминга и отсутствия контроля. Плохо было продумано наступление через реку По и общая атака 10 мая. 12 мая Грант правильно оценил «Подкову мула» как слабое место противника, но не продумал атаку и просто послал II корпус в наступление на позиции, о силе и конфигурации которых ничего не знал. В итоге первоначальный успех той атаки был случаен. Сам Грант не присутствовал на ответственных участках сражения, полагаясь на курьеров и телеграф. Хэнкок потом писал, что если бы Мид или Грант присутствовали при штурме Кровавого Угла, это бы решило сразу много проблем.
Крупнейшей же ошибкой Гранта считается санкционирование рейда Шеридана. Случайным, импульсивным решением он оставил Потомакскую армию без её «глаз и ушей». В своё время на Западе Грант почти не использовал кавалерию и мог действовать исходя из этого своего опыта. Кроме того, на фоне нерешительности Мида агрессивность и решительность Шеридана могла понравиться Гранту и повлиять на его решение. Стюарт действовал более продуманно, отправив на перехват Шеридана только три бригады, оставив ещё три при армии.
Существует мнение, что в неудачах армии виноваты в основном подчинённые Гранта. Джеймс Уильсон шутя посоветовал Гранту нанять индейца с топором и поубивать всех генерал-майоров в армии. Генерал-майоры действительно плохо проявили себя в сражении. Горацио Райт плохо справлялся с ролью корпусного командира, Хэнкок был слишком осторожен и временами нерешителен, а Уоррен проявил себя так плохо, что едва не был снят с должности. Медлительность и неуверенность генерала Бернсайда была очевидна всем и Гранту тоже, но политические связи Бернсайда не позволяли Гранту давить на него или отстранить от командования. Не смог Грант наладить отношения и с Мидом. Первоначально он собирался полностью доверить армию Миду, но Мид оказался совершенно не готов к той войне, которую задумал Грант. Тактика Гранта шокировала Мида и к 12 мая его участие в сражении свелось едва ли не к роли штабного офицера при Гранте. В письмах жене Мид писал, что думает о том, как бы подать в отставку и избавиться от этого унизительного положения.
При Спотсильвейни Ли взаимодействовал с армией иначе, чем Грант. Он оставался в близком контакте с войсками и лично контролировал все манёвры. Он присутствовал на всех ответственных участках — при атаке Аптона, при контратаке Гордона и при сражении у угла Хета. Никогда ранее он не использовал так фактор личного присутствия и никогда ещё этот фактор не давал такого эффекта. И всё же инстинкты подвели его дважды: он упустил начало наступления Гранта на Спотсильвейни 7 мая и неверно трактовал манёвры Гранта 11 мая. Критически настроенный по отношению к Ли историк Бонкемпер считает что Ли допустил ещё одну ошибку — его решение удерживать «подкову Мула» 9 мая едва не погубило армию.
В отличие от Гранта, Ли был вполне удовлетворён действиями своих подчинённых: Андерсон и Эрли проявили себя хорошо. Марш Андерсона к Спотсильвейни спас Северовирджинскую армию. Он показал себя инициативным командиром и отлично справился с обороной Лоурел-Хилл. Лонгстрит не мог бы сделать больше, писал Гордон Реа. Генерал Эрли так же отлично справился с управлением корпусом, который в этом бою был самой мобильной частью армии. Вопросы вызывает только поведение Юэлла: 8 мая он своевременно прикрыл фланг Андерсона, 10 мая лично руководил отражением атаки Аптона, но 11 мая не сумел вовремя вернуть орудия на позицию и его командирские способности подвели его во время федерального прорыва утром 12 мая. Существует мнение, что именно просчёты Юэлла при Спотсильвейни и особенно у Харрис-Фарм лишили его доверия генерала Ли, который 29 мая отстранил его от командования корпусом, официально — из-за плохого здоровья.
Хорошо проявили себя и бригадные командиры: грамотно построили оборону Кершоу и Филд 8 мая, Гордон дважды спас армию (10 и 12 мая), и только по поводу Джонсона мнения разделились. Именно на его участке была прорвала оборона 12 мая, но Гордон Реа считал, что личной вины за произошедшее на Джонстоне нет, у него едва ли были шансы выдержать атаку целого корпуса.

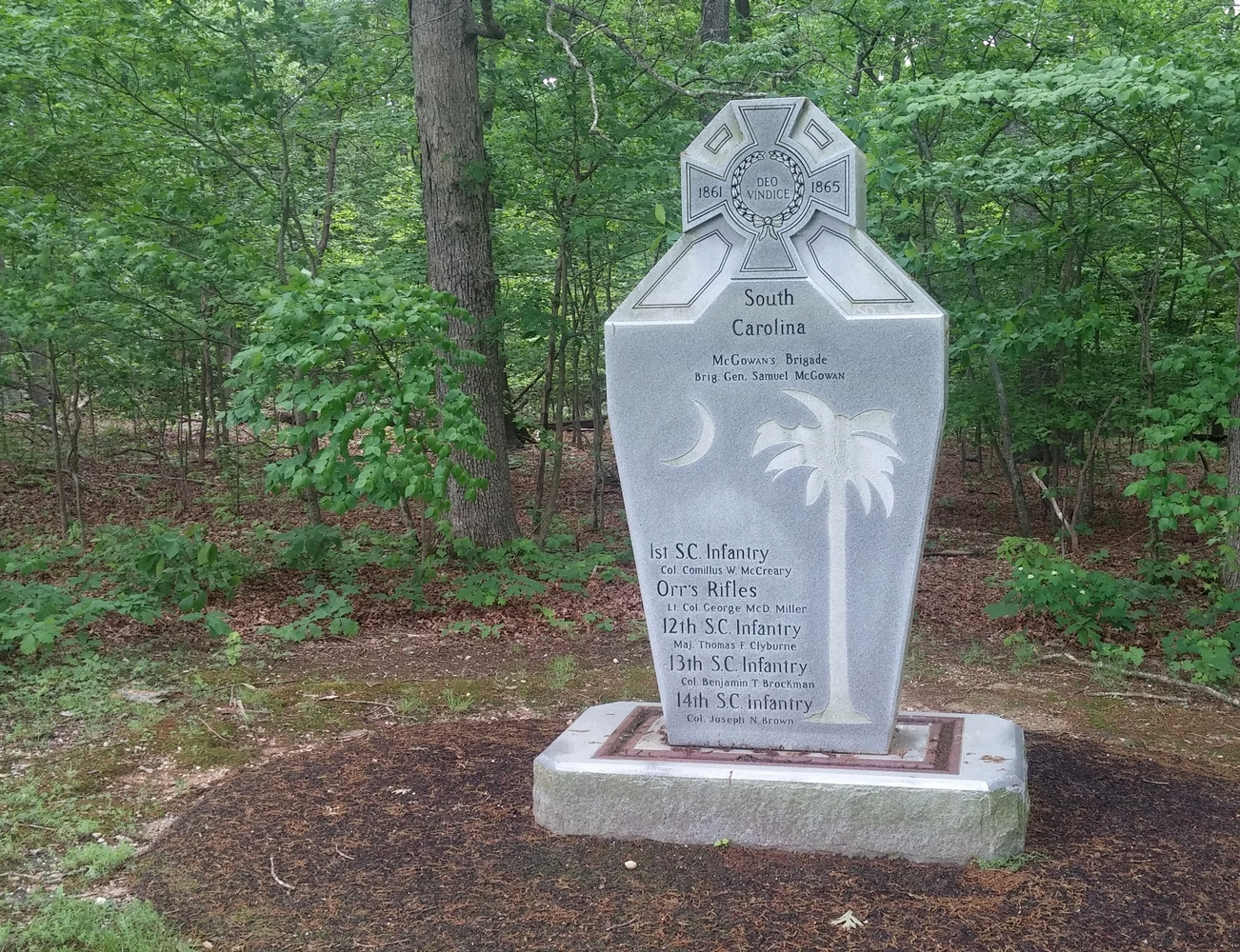
Памятник бригаде Макгована у Кровавого угла

### Памятники
Поле боя при Спотсильвейни в настоящее время является частью национального парка Fredericksburg and Spotsylvania National Military Park. Парк был основан в 1927 году и выделился из Военного департамента в 1933. Первым памятником на территории парка считается мемориал на месте гибели генерала Седжвика, который был установлен в 1887 году. На церемонии открытия памятника мэр города Фредериксберг сказал: «Когда наступил май, пусть дети, и дети детей тех, кто носил голубую и серую форму совершат паломничество к этому монументу, что мы воздвигли в память генерала Седжвика, и к тому, что воздвигнут в честь Джексона Каменная Стена (они оба герои одной страны), и возложат майские цветы, и вспомнят их храбрость и героизм, и не забудут тех храбрых парней, что следовали за ними и, подобно их вождям, сложили свои жизни за свою страну».
С 1902 по 1914 год появились ещё три памятника федеральным полкам у Кровавого угла. В 1994 году появился памятник на месте атаки Аптона, а в 1997 году памятник 17-му Мичиганскому полку. Первый конфедеративный памятник появился только в 2001 году — им стал памятник бригаде Рамсера. В 2009 году был поставлен памятник бригаде Макгована. Помимо памятников, в парке находятся информационные стенды, которые начали устанавливать в 1950-х годах.